# Museu Militar da Revolução Popular Chinesa
Museu Militar da Revolução Popular Chinesa (em chinês:  中国人民革命军事博物馆, transl. Zhōngguó rénmín gémìng jūnshì bówùguǎn) está localizado no Distrito de Haidian, em Pequim, na capital da China. O museu exibe equipamentos militares restaurados da história do Exército de Libertação do Povo, incluindo máquinas modernas.

## História
O museu foi um dos Dez Grandes Edifícios erguidos em comemoração ao décimo aniversário da fundação da República Popular da China. A construção do museu começou em outubro de 1958 e terminou em 1960, quando foi inaugurado.
O museu foi totalmente reconstruído em 2012-2017 e reaberto com um salão central maior que abriga uma exposição de aeronaves e mísseis. A reconstrução permitiu uma expansão considerável da superfície expositiva, de 60.000 para 159.000 metros quadrados.

## Coleções

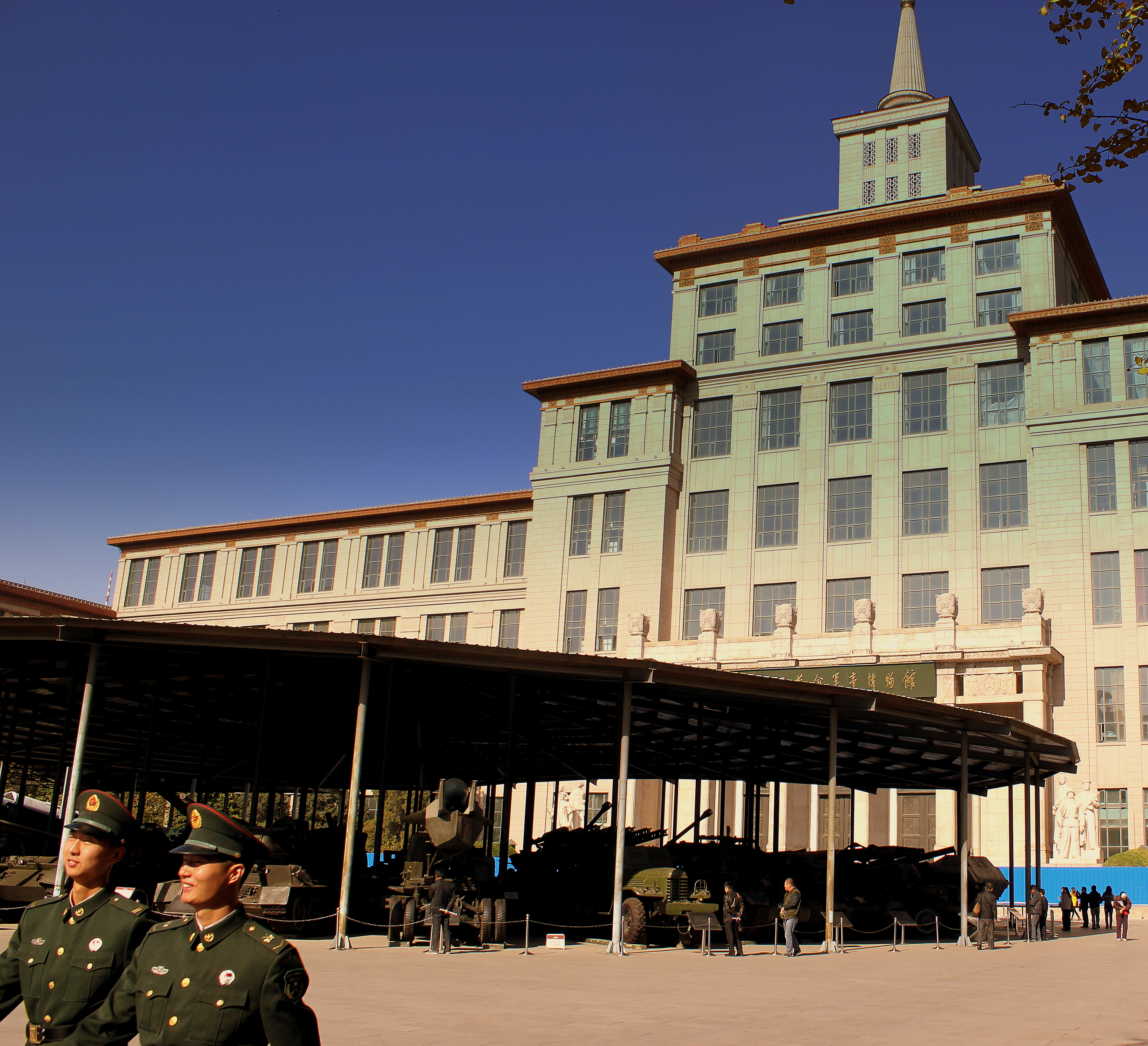
Prédio principal do Museu.

O museu tem quatro andares, com dez salas, das quais a maior é a Sala de Armas. O saguão principal contém extensas coleções de armamento antigo e vitrine de armas nacionais e estrangeiras, incluindo lâminas, armas portáteis, artilharia, tanques, blindados de transporte de pessoal, armas antiaéreas, caças a jato, foguetes e lançadores de foguetes e mísseis de cruzeiro. As armas estrangeiras incluem tanques soviéticos comprados ou doados durante as décadas de 1950 e 1960, armamentos japoneses capturados durante a Segunda Guerra Sino-Japonesa, armamentos americanos capturados do Kuomintang durante a Guerra Civil Chinesa e das forças da ONU durante a Guerra da Coreia. Além disso, a Sala de Armas apresenta equipamentos do Programa Espacial Chinês, tais como satélites e uma cápsula orbital de dois lugares.

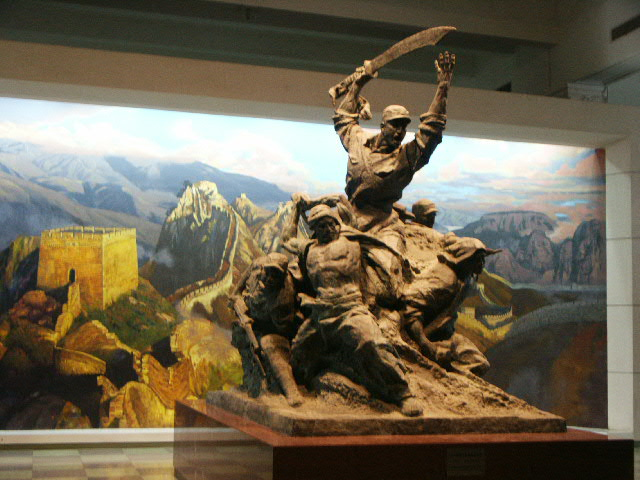
Diorama representando a defesa da Grande Muralha contra os japoneses. Um dos soldados ergue uma espada Da Dao.

Com duas exceções, a outras salas são em grande parte de exposições históricas, combinando esculturas de gesso, mapas, pinturas, artefatos, filmes e estelas (em chinês, com exemplares selecionados traduzidos em inglês). Os outros nove salões incluem:
- O Salão da Guerra de Revolução Agrária: Confrontos de 1927-1937 entre o Partido Comunista Chinês e o Kuomintang.
- O Salão da Guerra contra à Agressão Japonesa: A Segunda Guerra Sino-Japonesa de 1937-1947.
- O Salão da Guerra de Libertação da China: A Guerra Civil Chinesa de 1945-1949.
- O Salão de Guerras Antigas: Guerras civis e externas durante os 4.000 anos antes da Dinastia Qing
- O Salão de Guerras Modernas: Guerras entre 1940-1949.
- O Salão de Defesa Nacional e Construção do Exército: Conquistas e desenvolvimentos militares modernos desde 1949.
- O Salão da Guerra para Resistir à Agressão dos EUA e Ajudar a Coreia: Envolvimento chinês na Guerra da Coreia.
- O Salão de Presentes: Presentes para o exército chinês ou Estado chineses de forças armadas ou Estados estrangeiros.
- O Salão das Artes Esculturais de Cheng Yunxian: Reproduções em gesso de esculturas de líderes mundiais, figuras históricas, líderes do Partido Comunista Chinês e cientistas, de Cheng Yunxian.

## Visitação
O Museu Militar da Revolução Popular Chinesa está localizado na Avenida Chang'an, a oeste da Praça Tian'anmen, em Pequim. O museu é acessível pelas Linha 1 e 9 do Metrô de Pequim, pela Estação do Museu Militar e através das rotas de ônibus 1, T1, T5, T6, 21, 32, 68, 205, 308, 320, 337, 617, 728, 802 e 827. Os horários de funcionamento são das 8h30-17h30 de 1º de abril a 1º de novembro, e das 8h30 às 17h00 durante o período de inverno.
O Museu Militar da Revolução Popular Chinesa é de visita gratuita. Antigamente, a entrada custava 10 yuanes (então US$ 1,2) mas atualmente o ingresso é obtido com a apresentação de um cartão de identificação válido e uma rápida checagem de segurança, sendo possível a visitação até 30 minutos antes do fechamento do museu.

## Galeria

### Aeronaves

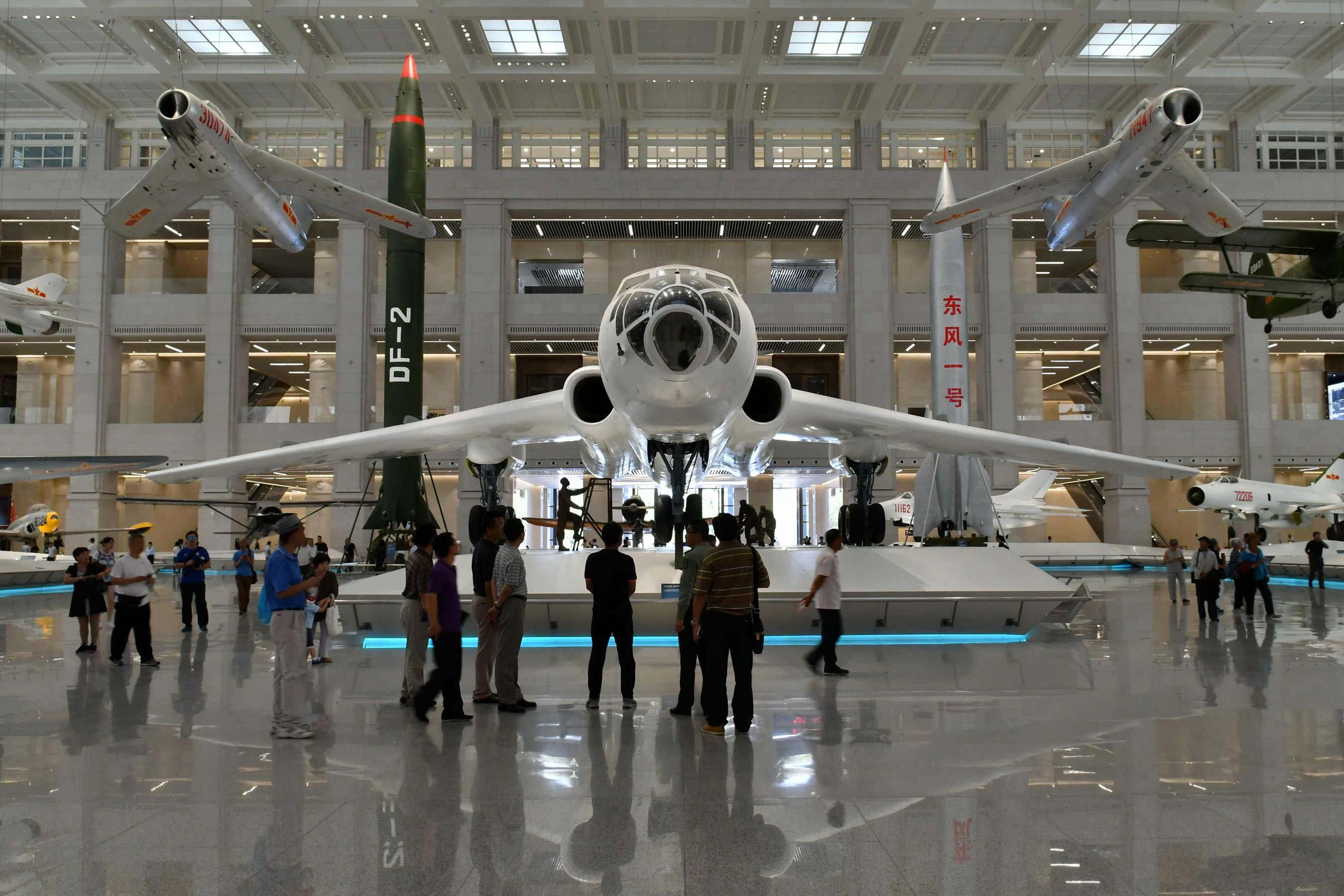
Aeronaves expostas no salão central do primeiro andar do Museu.
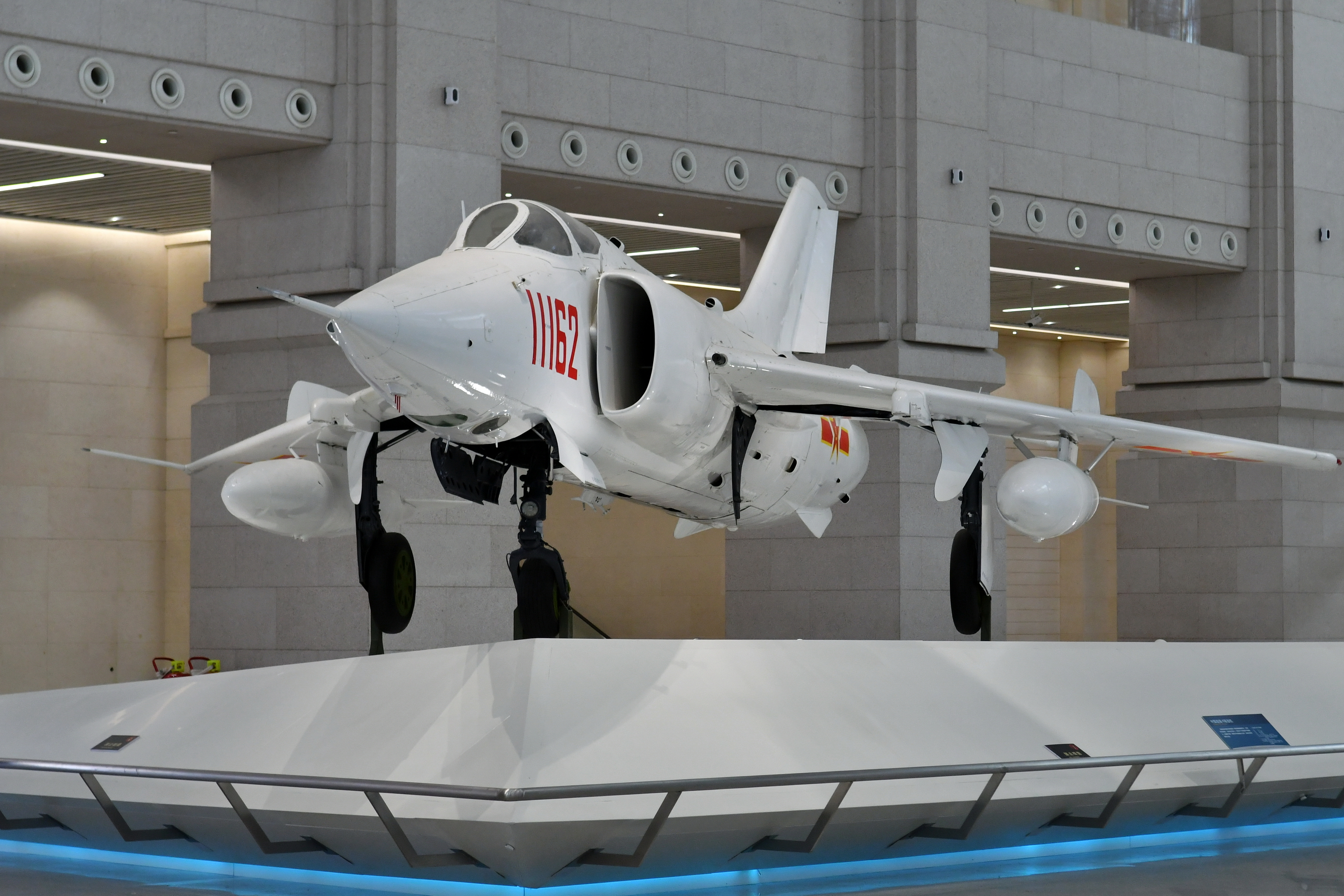
Caça à jato Nanchang Q-5.
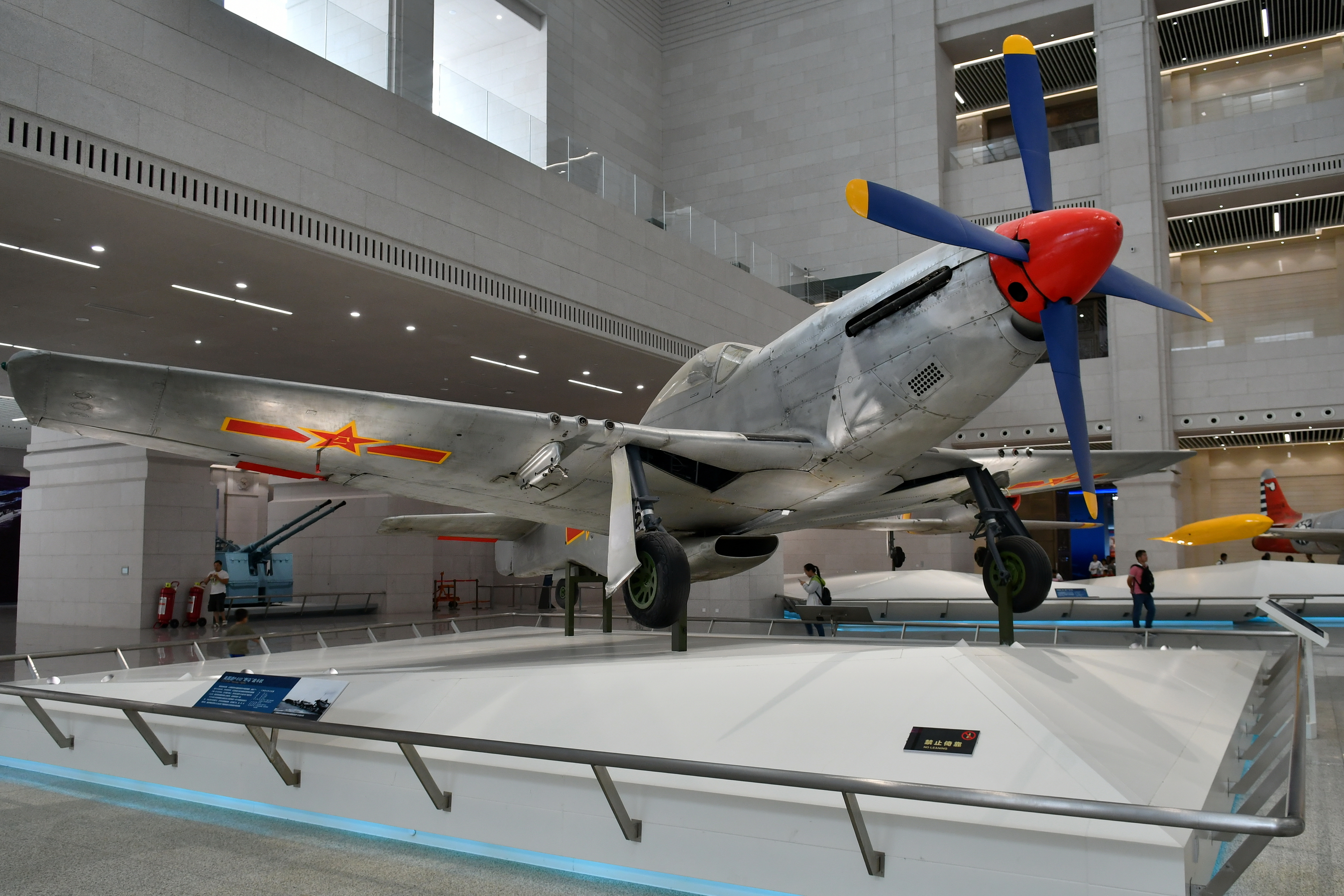
Caça P-51D americano.

### Armas portáteis

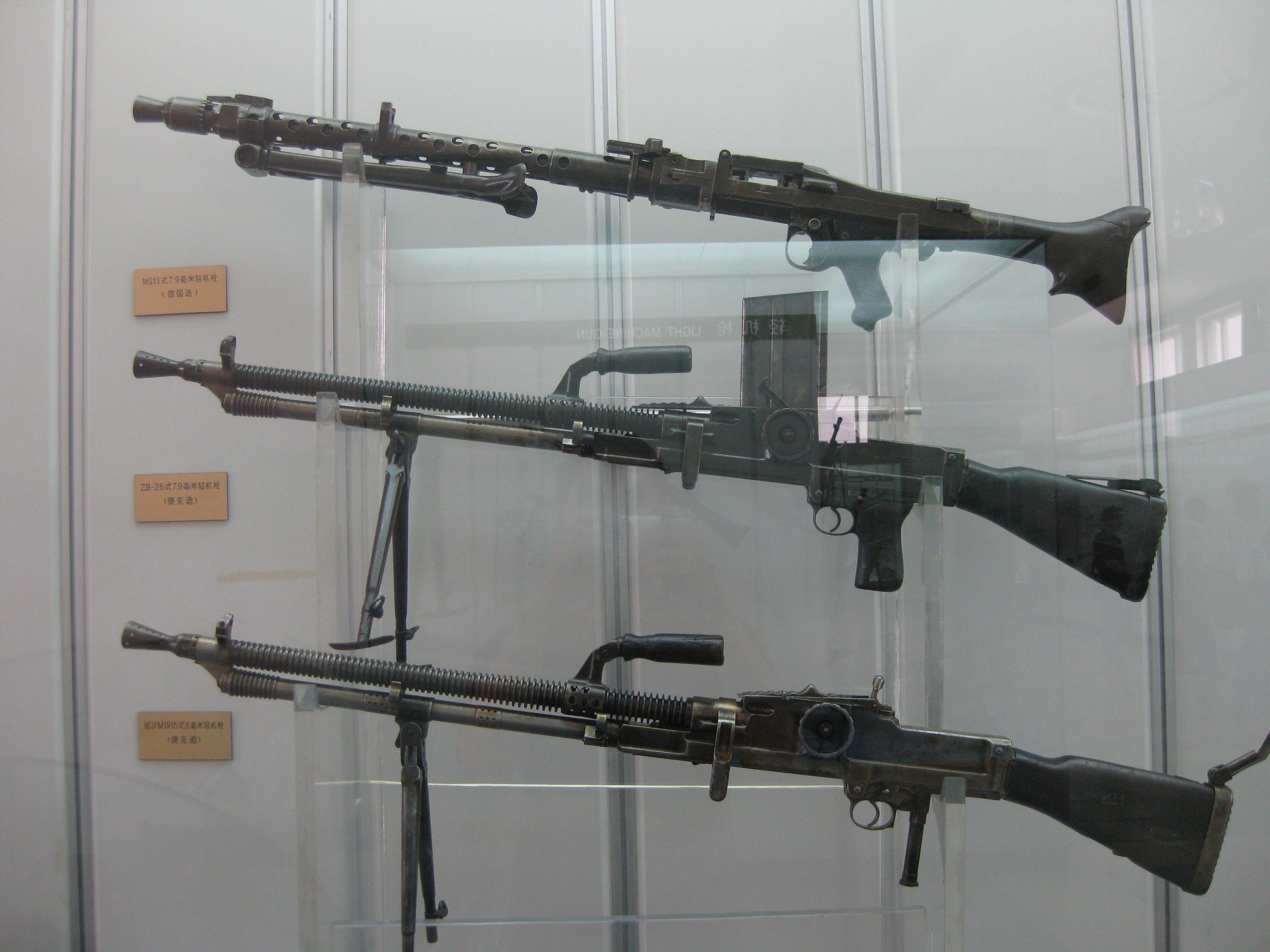
Metralhadoras usadas na Segunda Guerra Sino-Japonesa.
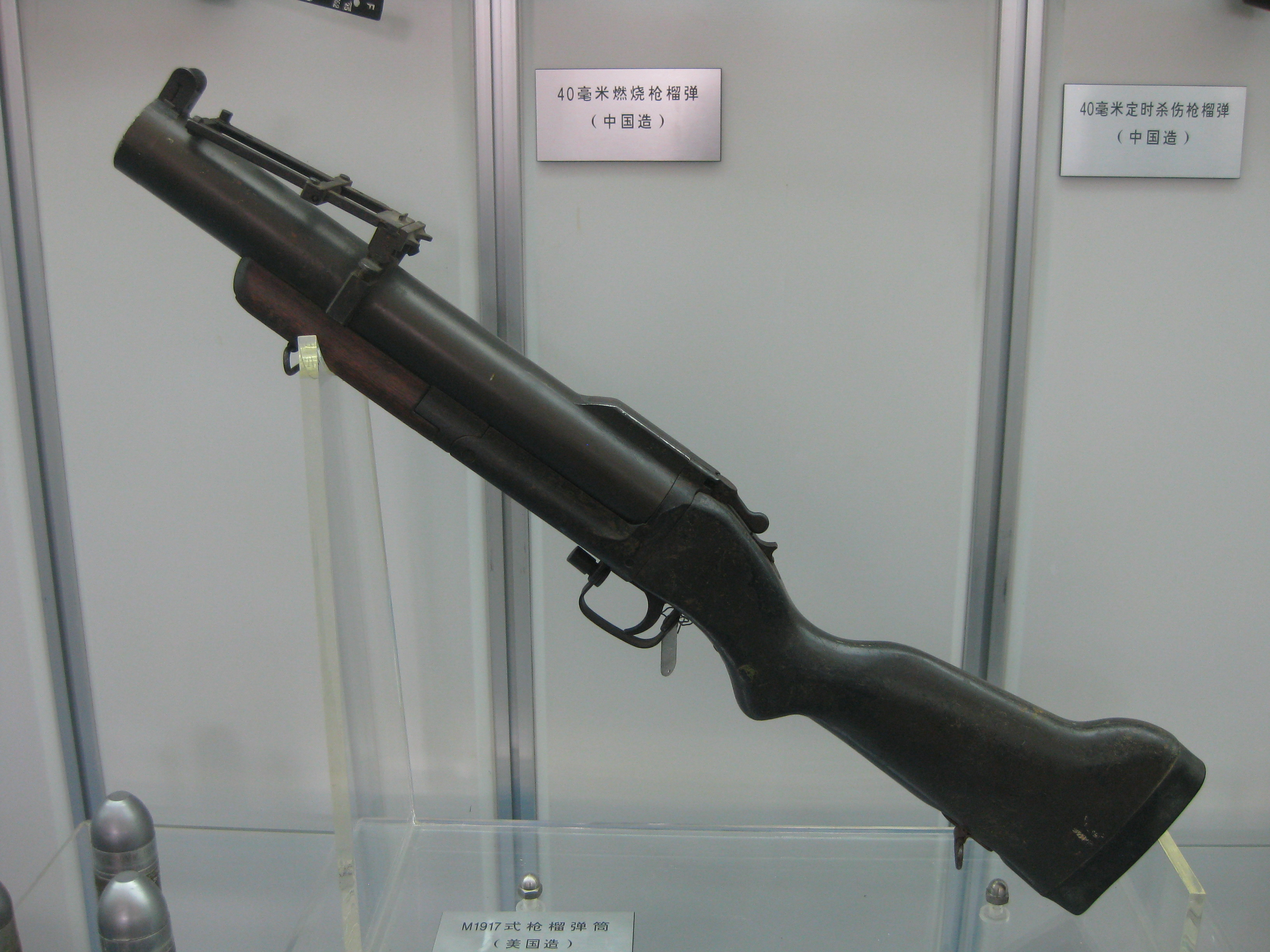
Lança-granadas M79 americano.
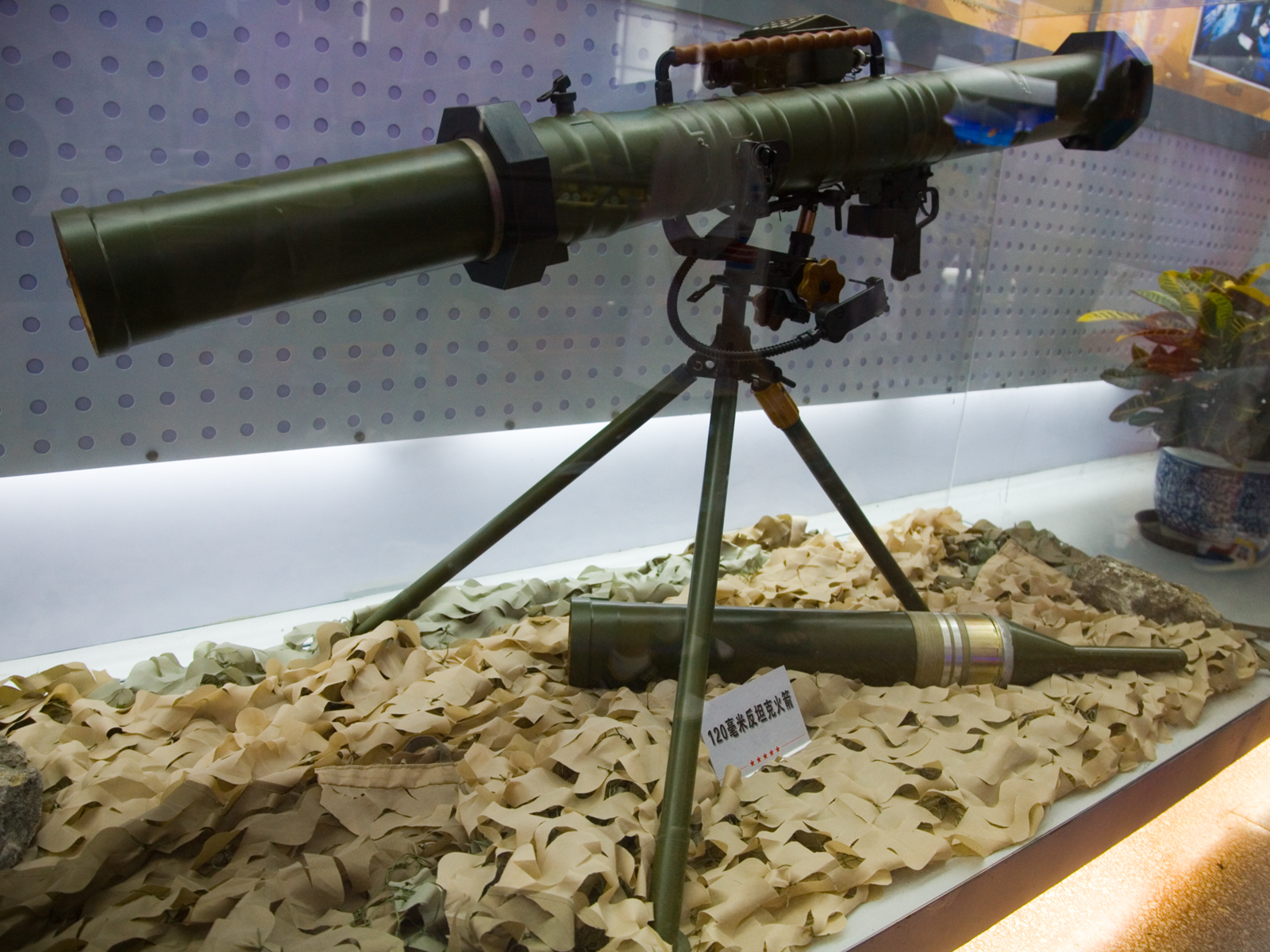
Lança-foguetes PF98 chinês de 120mm.
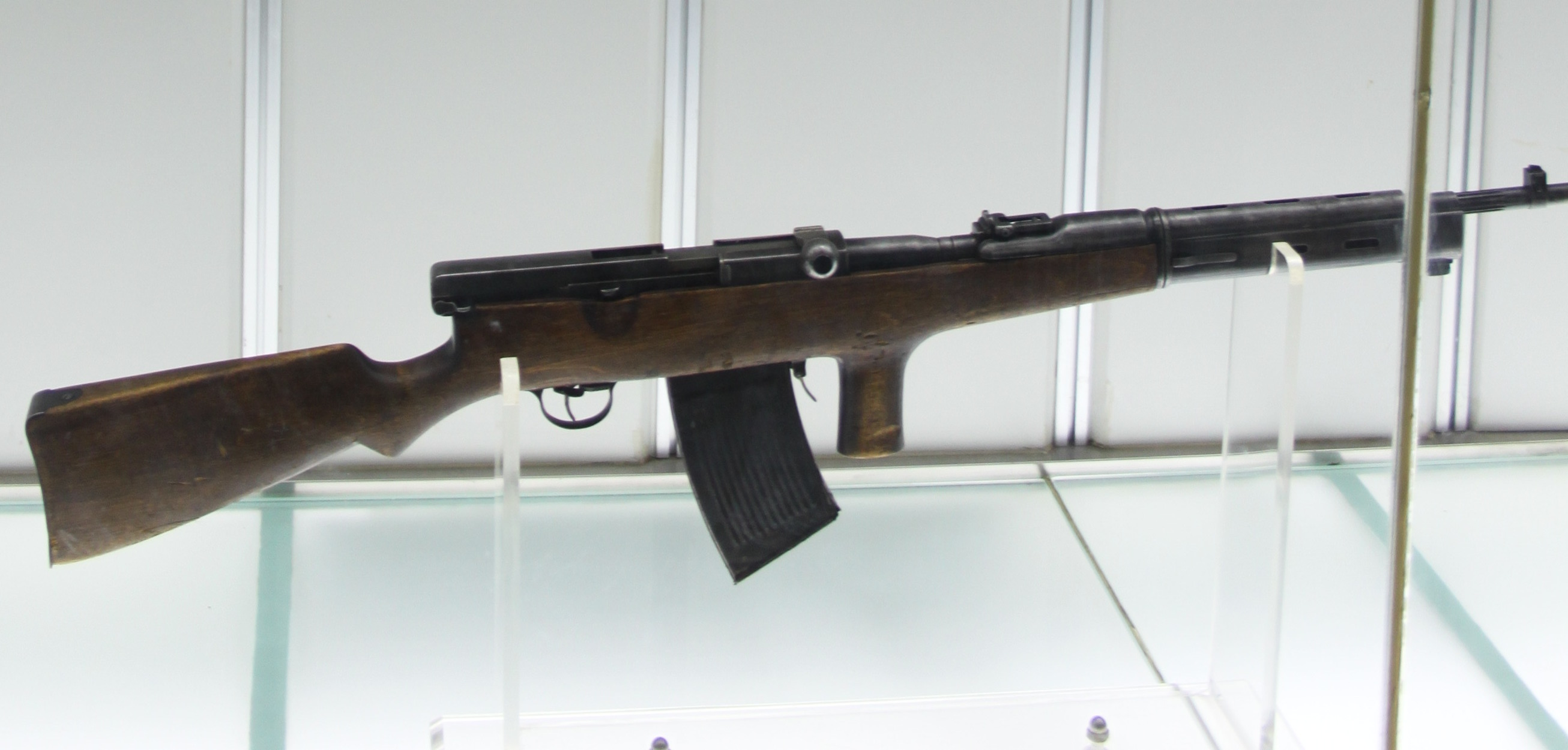
Fuzil automático Fedorov.

### Veículos

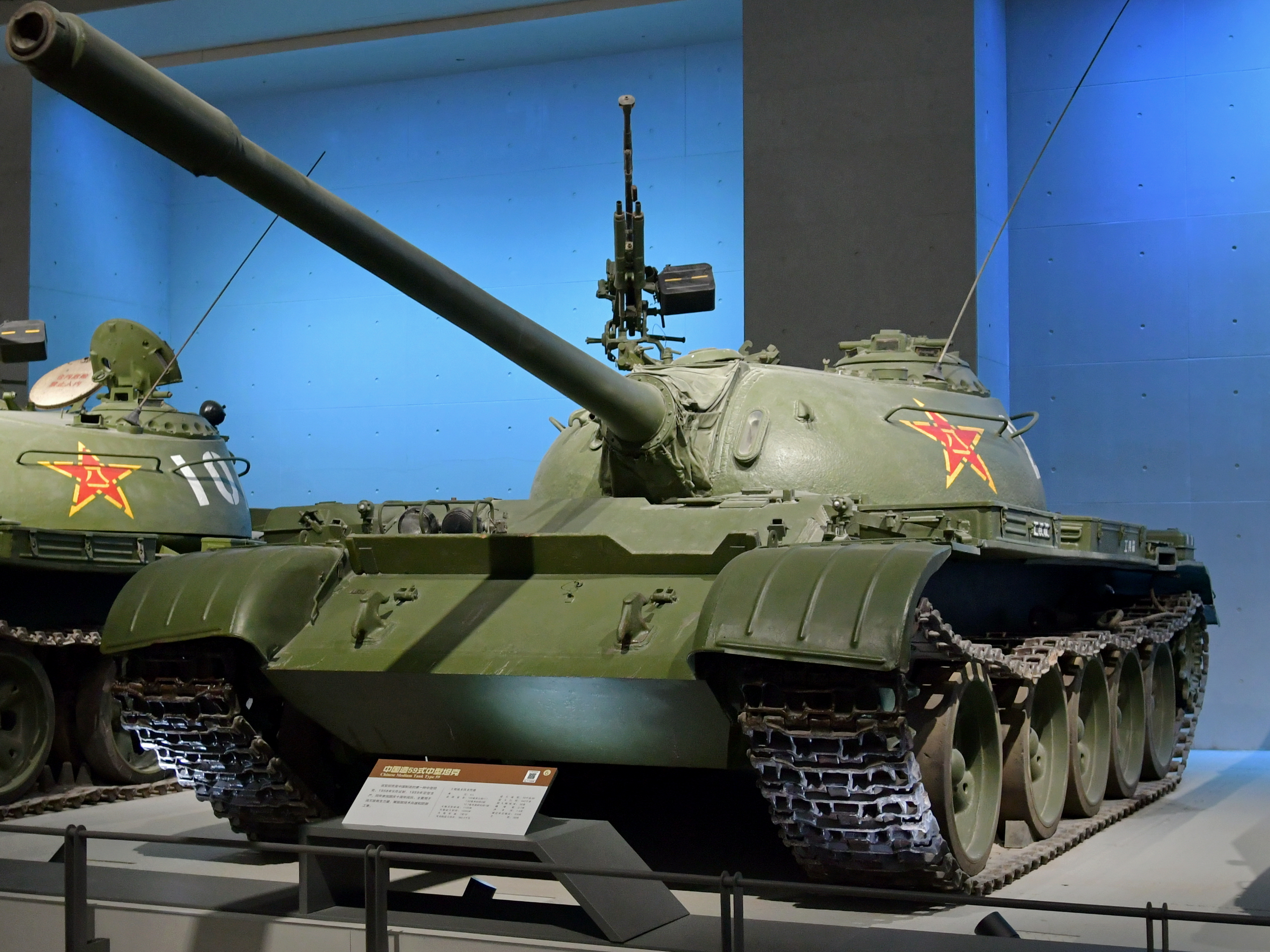
Tipo 59, cópia chinesa do T-54/55.
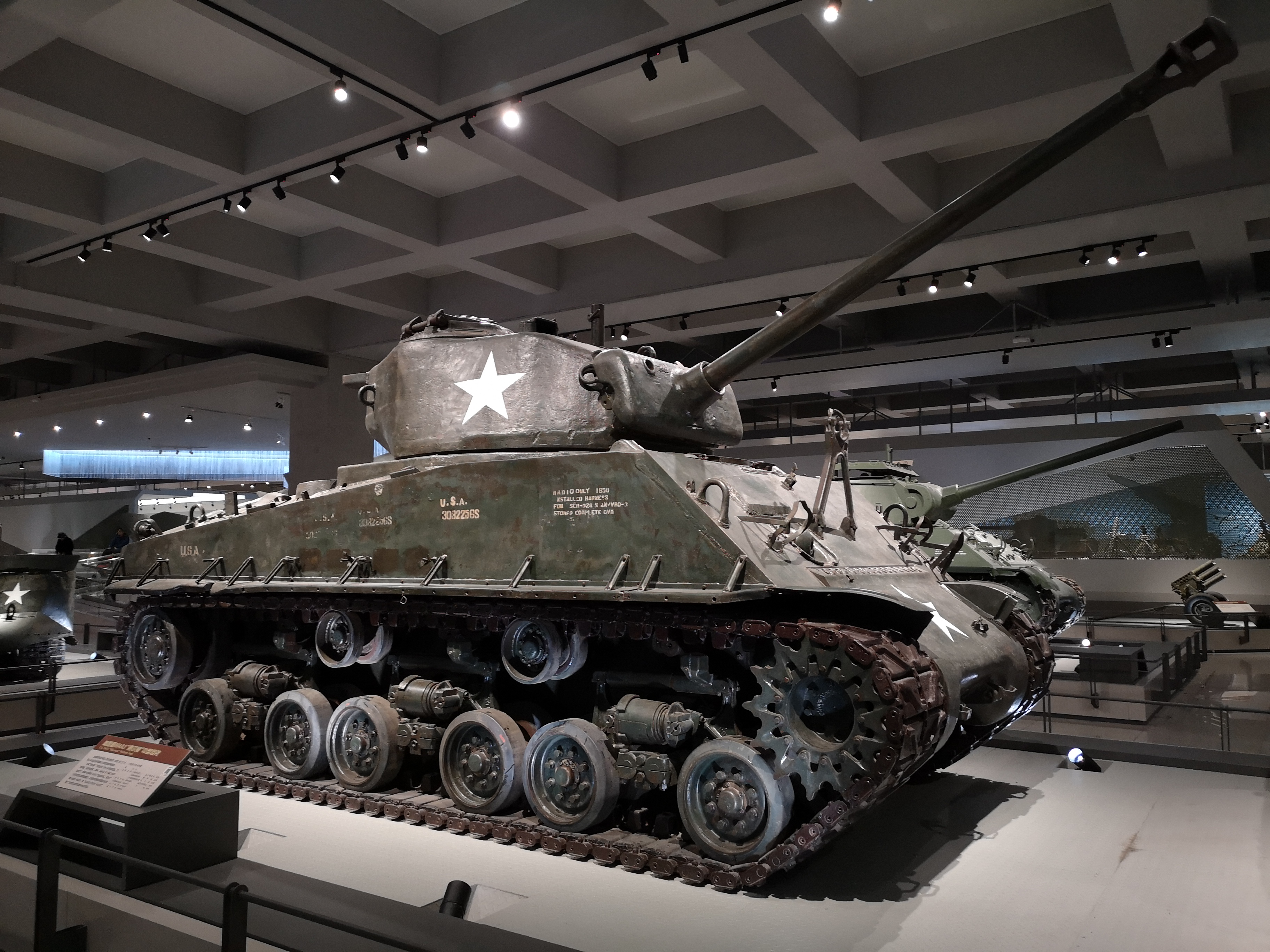
M4A3E8 "Easy Eight" americano capturado na Guerra da Coreia.
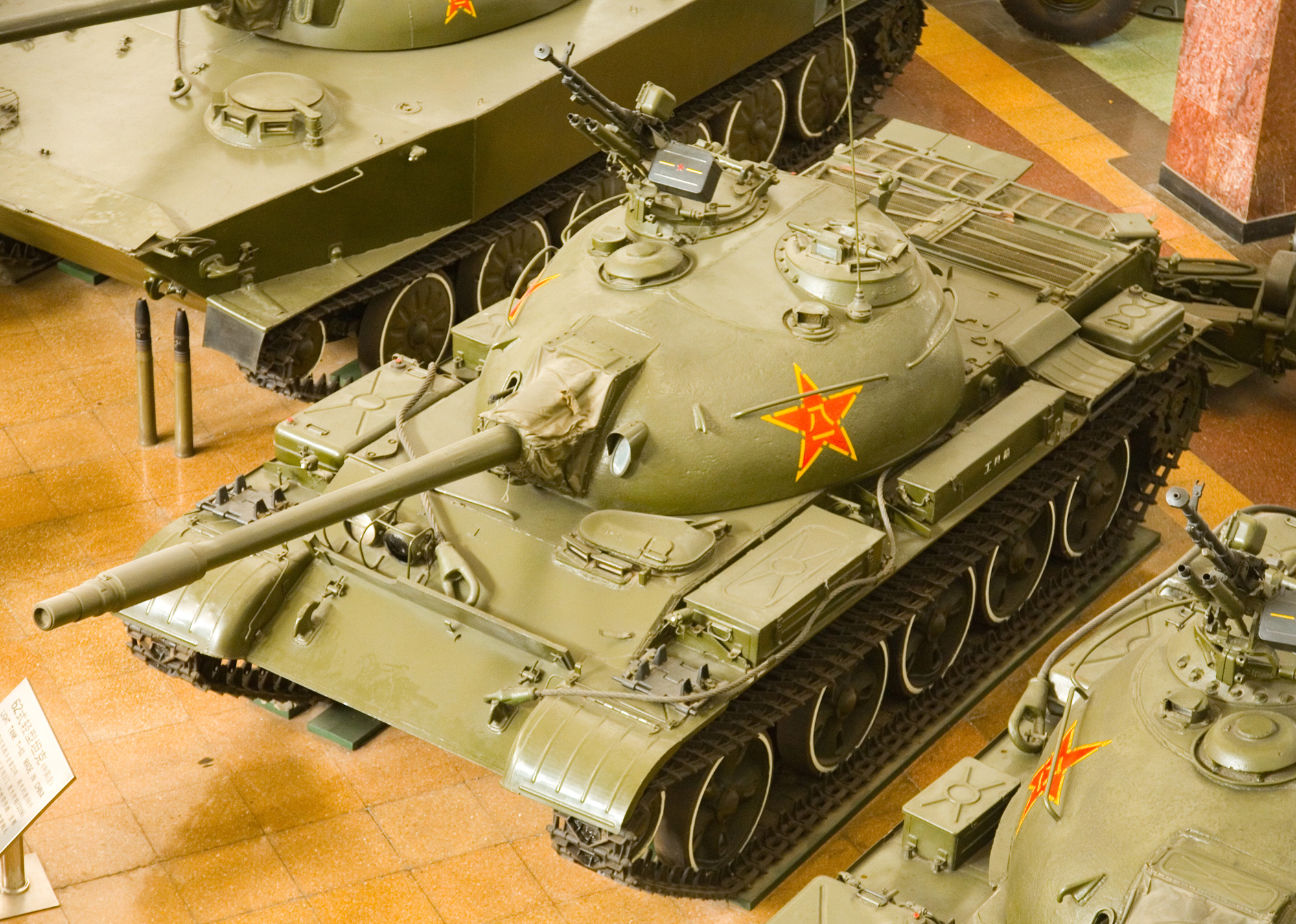
Tanque leve Tipo 62.
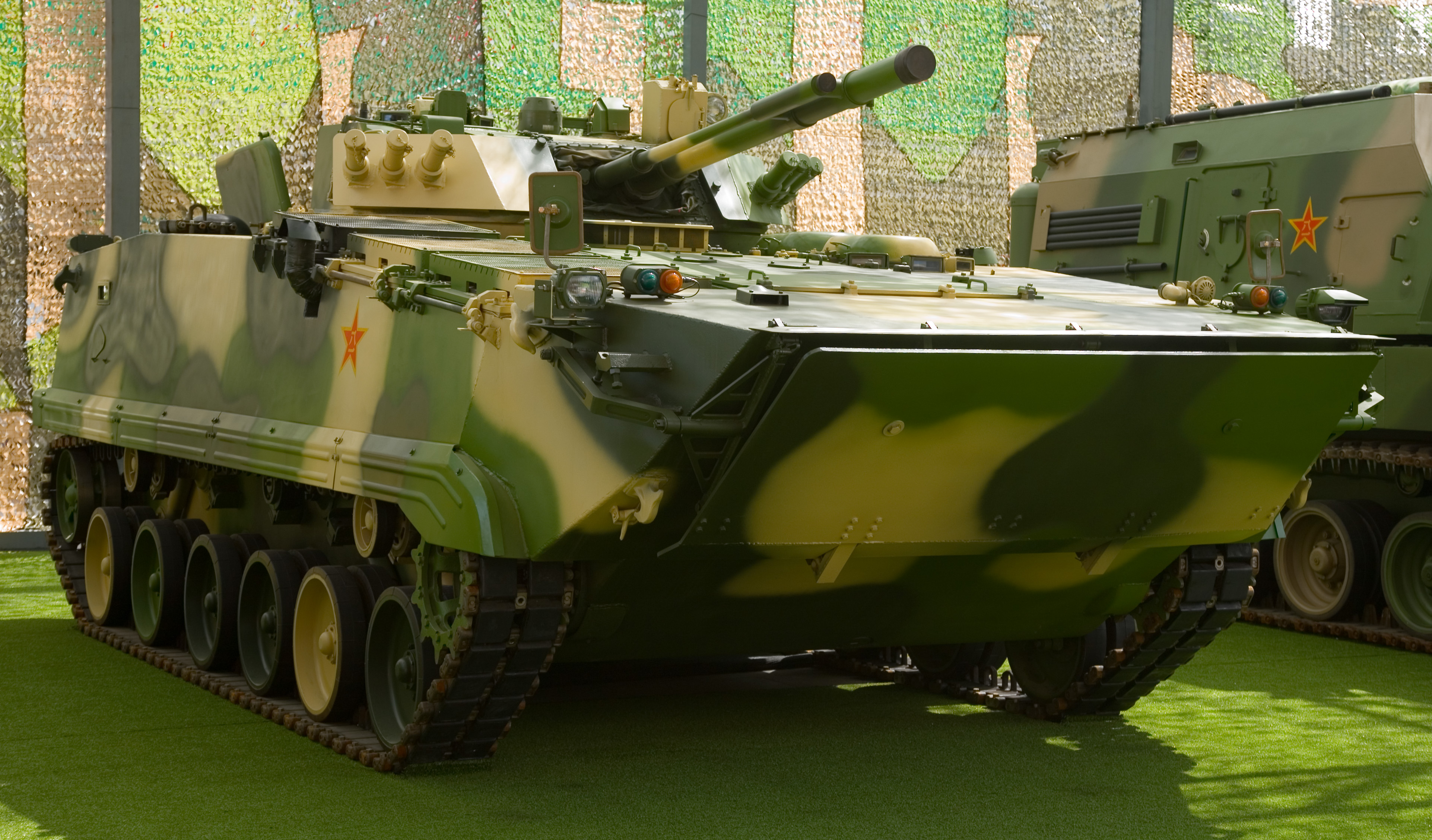
VBTP ZBD-04.
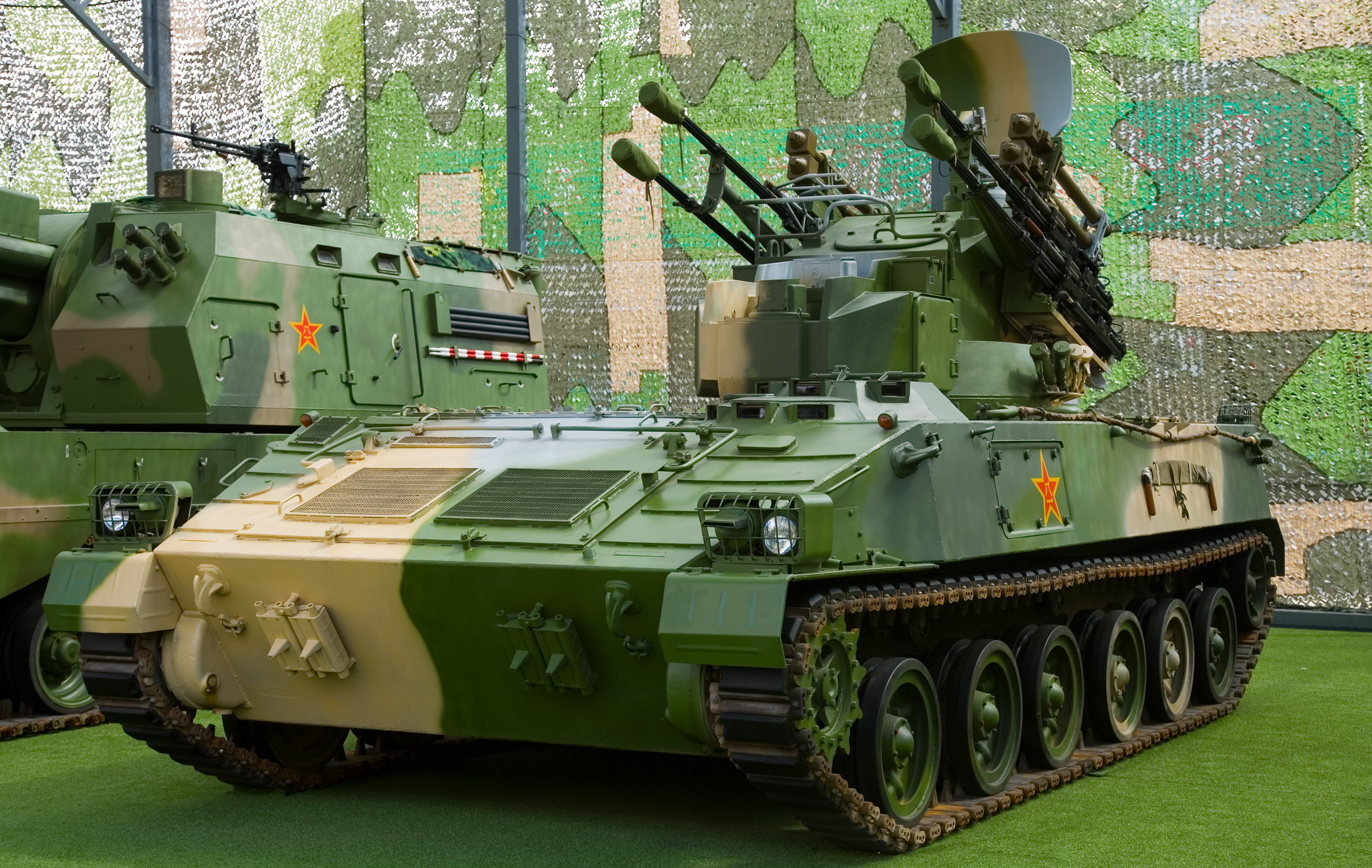
Blindado anti-áereo PGZ95/Tipo 95.
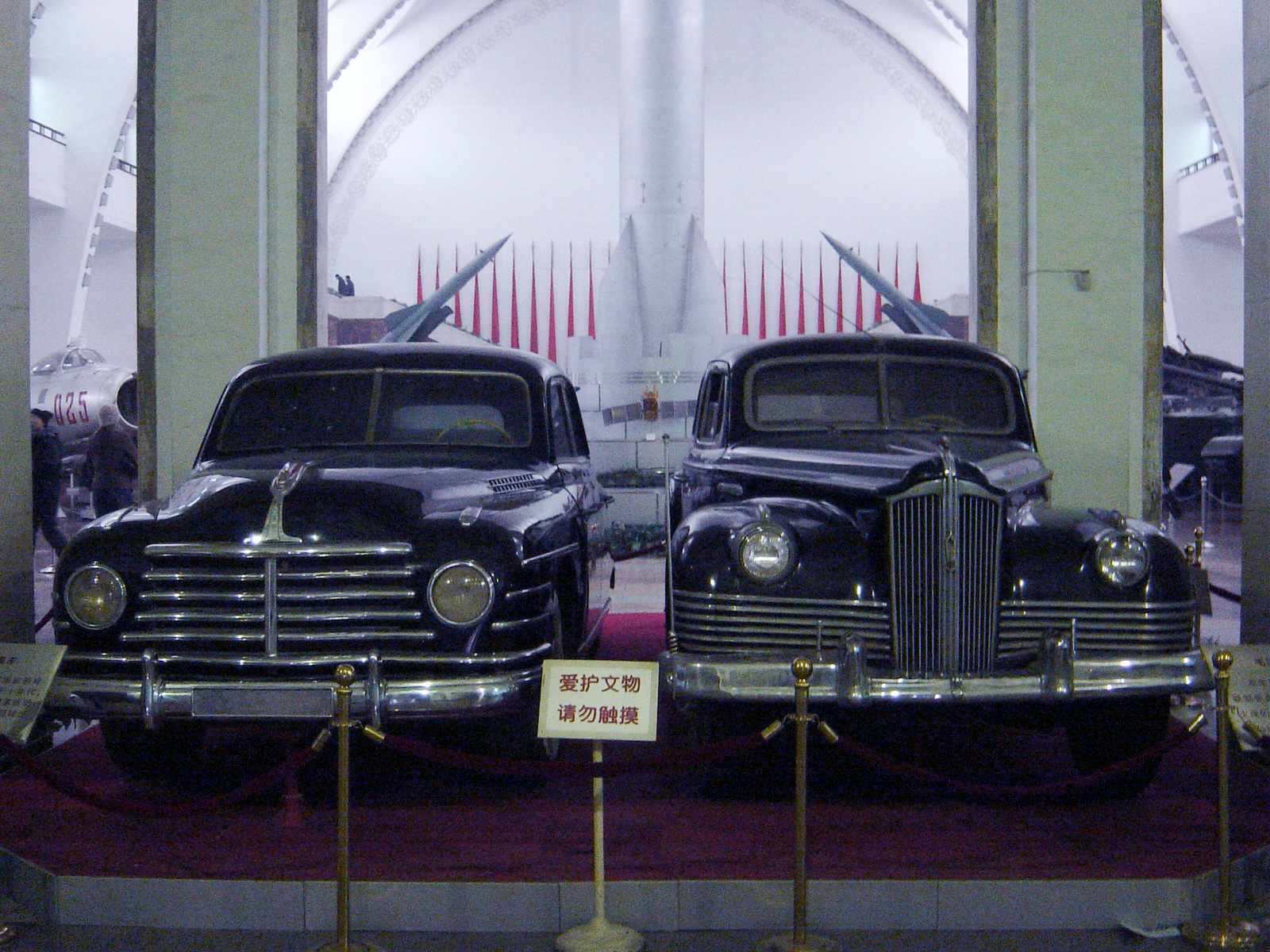
Carros oficiais de Zhu De e Mao Tsé-tung.
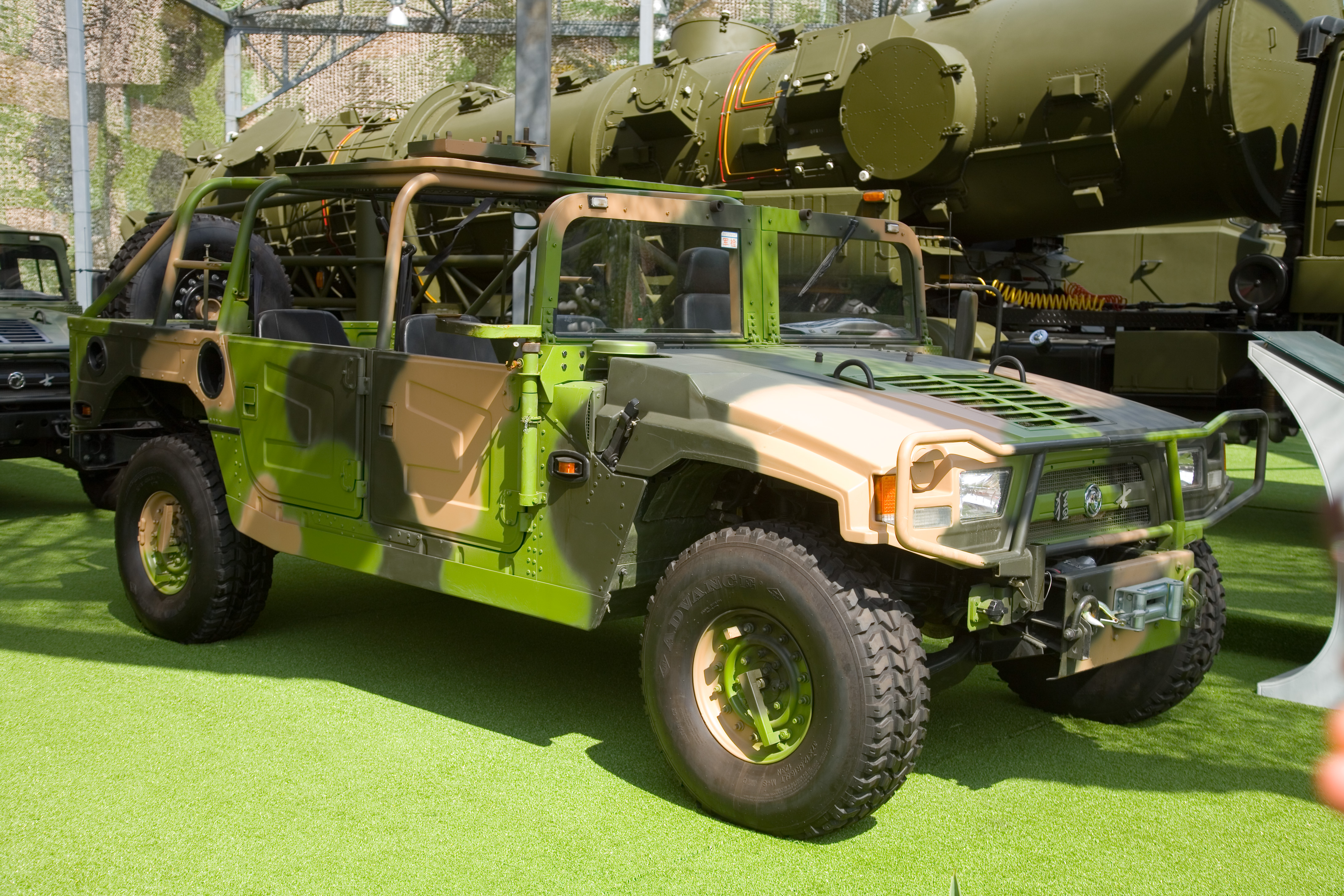
Veículo militar Eastwind EQ2050 / Dongfeng EQ2050, uma cópia do Humvee.
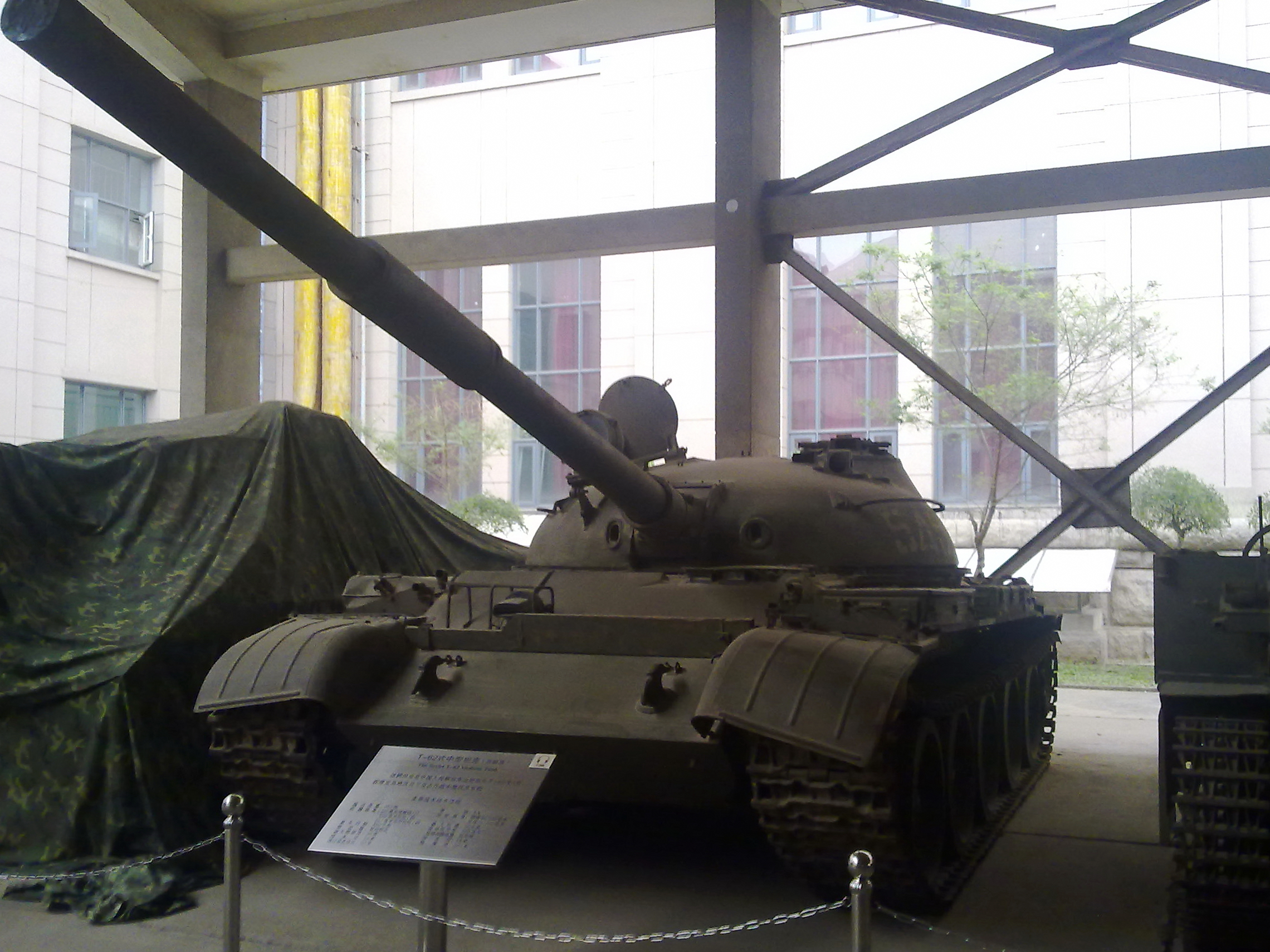
T-62 soviético capturado na Batalha da Ilha de Zhenbao.
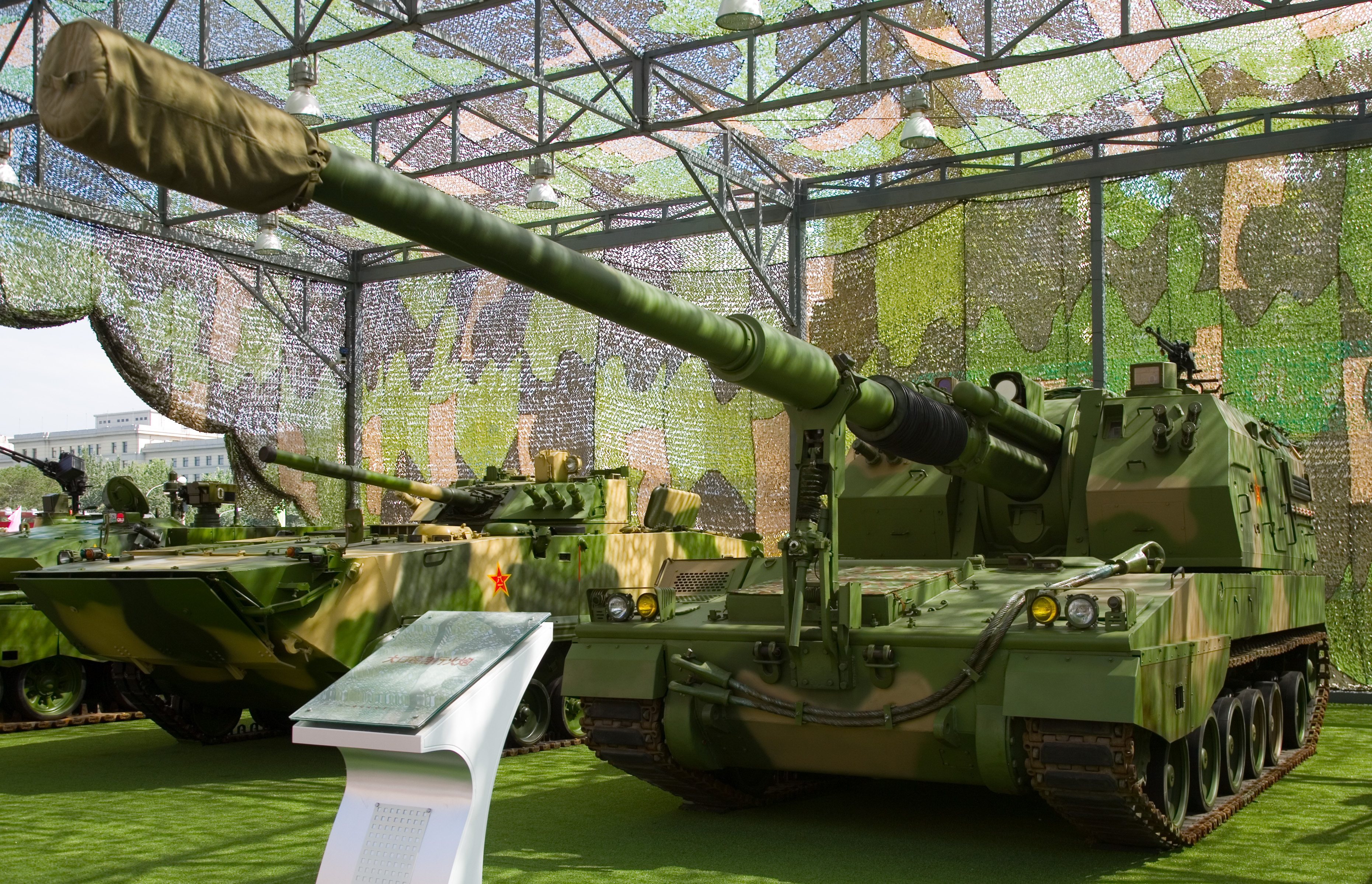
Obuseiro auto-propulsado PLZ-05 155mm.
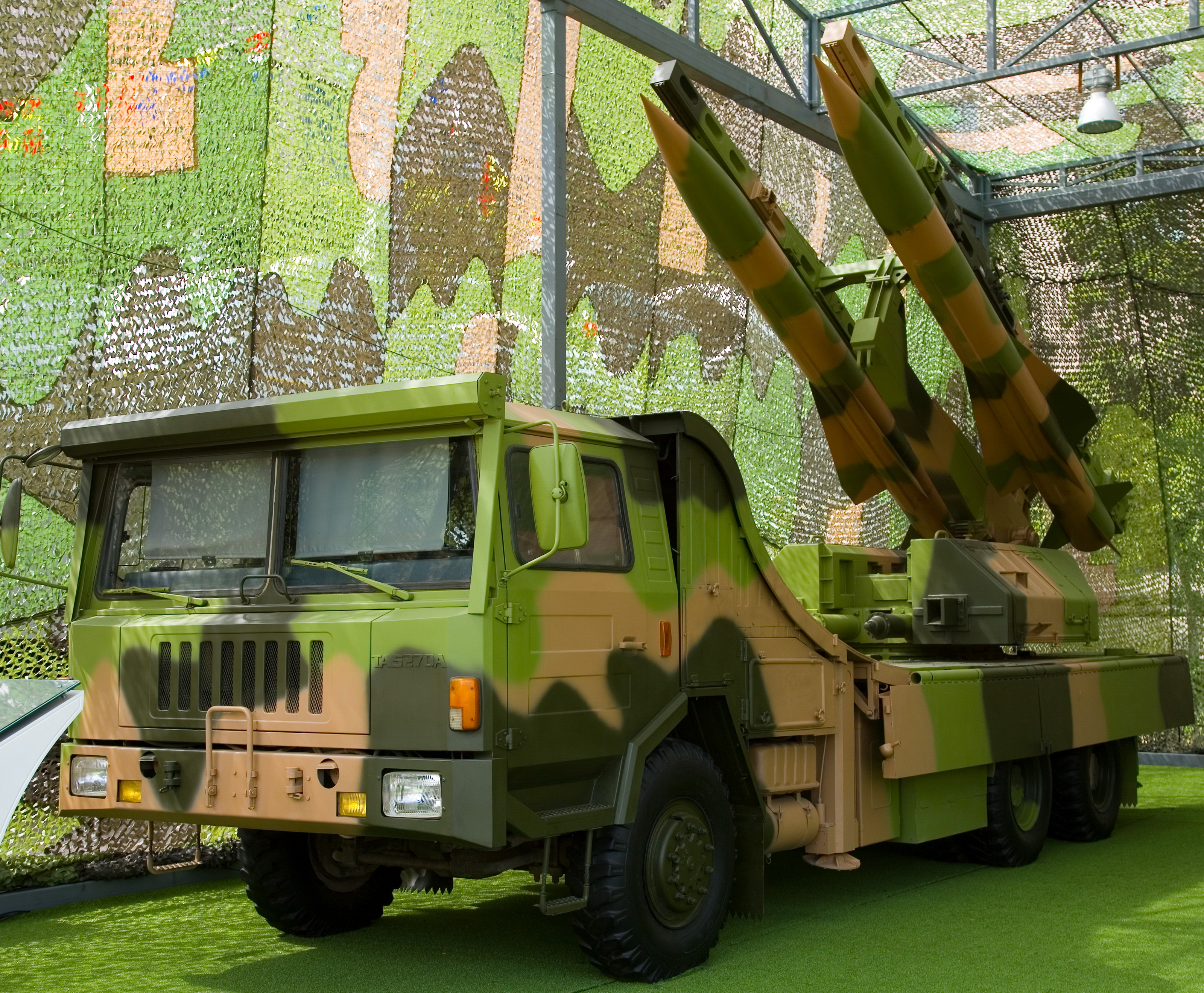
Lançador de mísseis móvel KS-1A SAMSUNG.
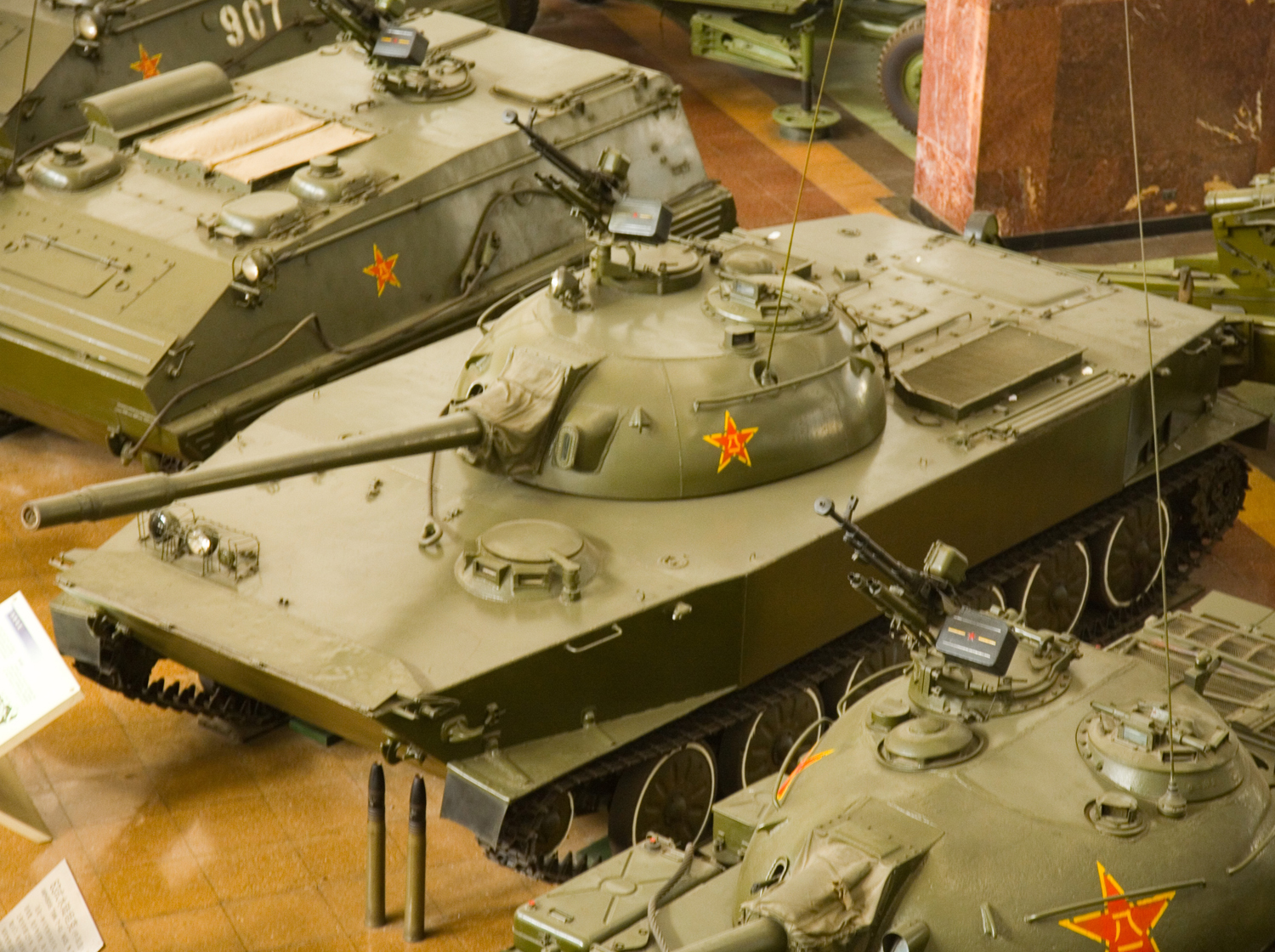
Tanque leve anfíbio Tipo 63.
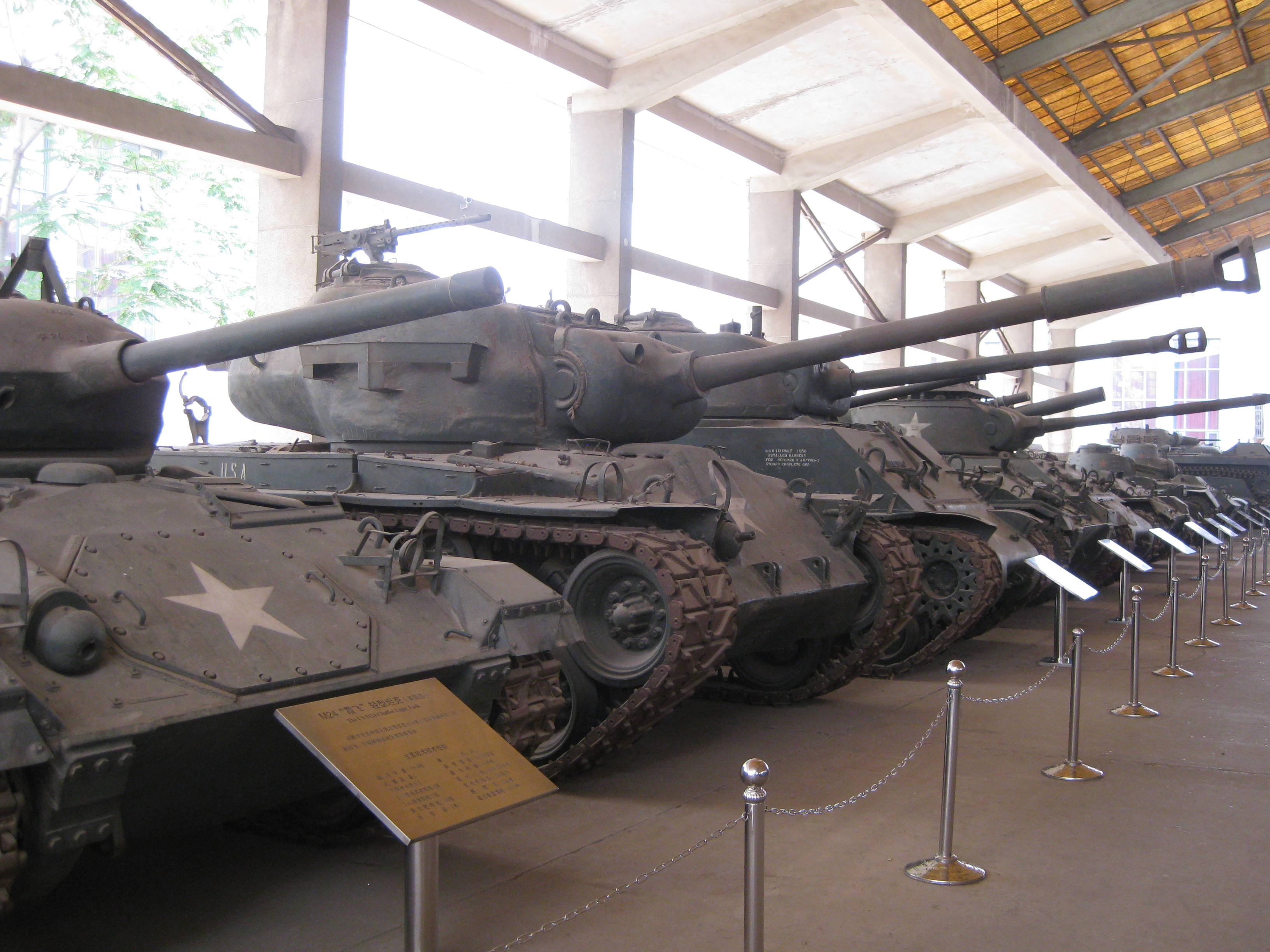
Tanques americanos capturados na Coréia.

### Foguetes

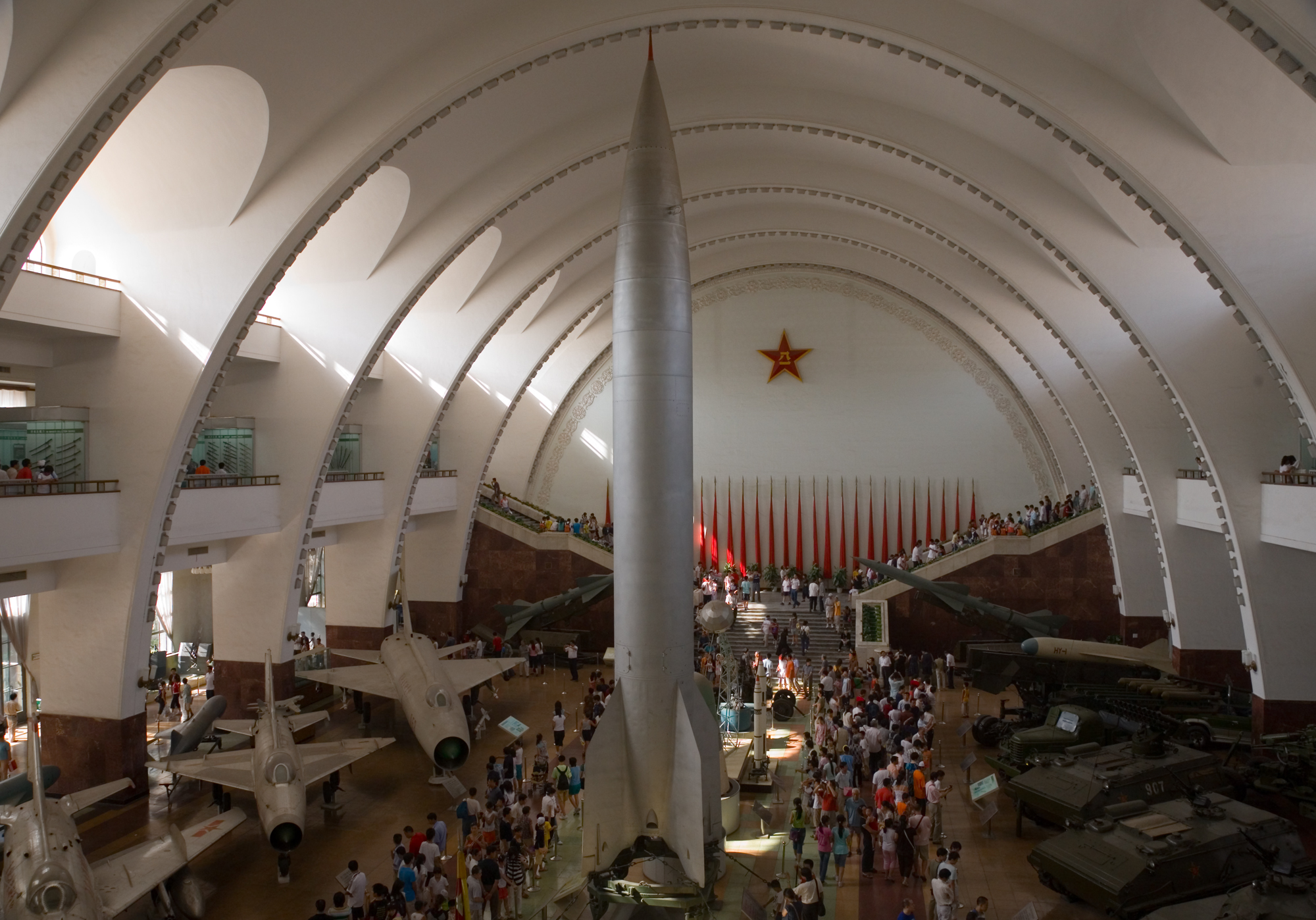
Míssil Dongfeng 1 (SS-2) no centro do salão principal do Museu.
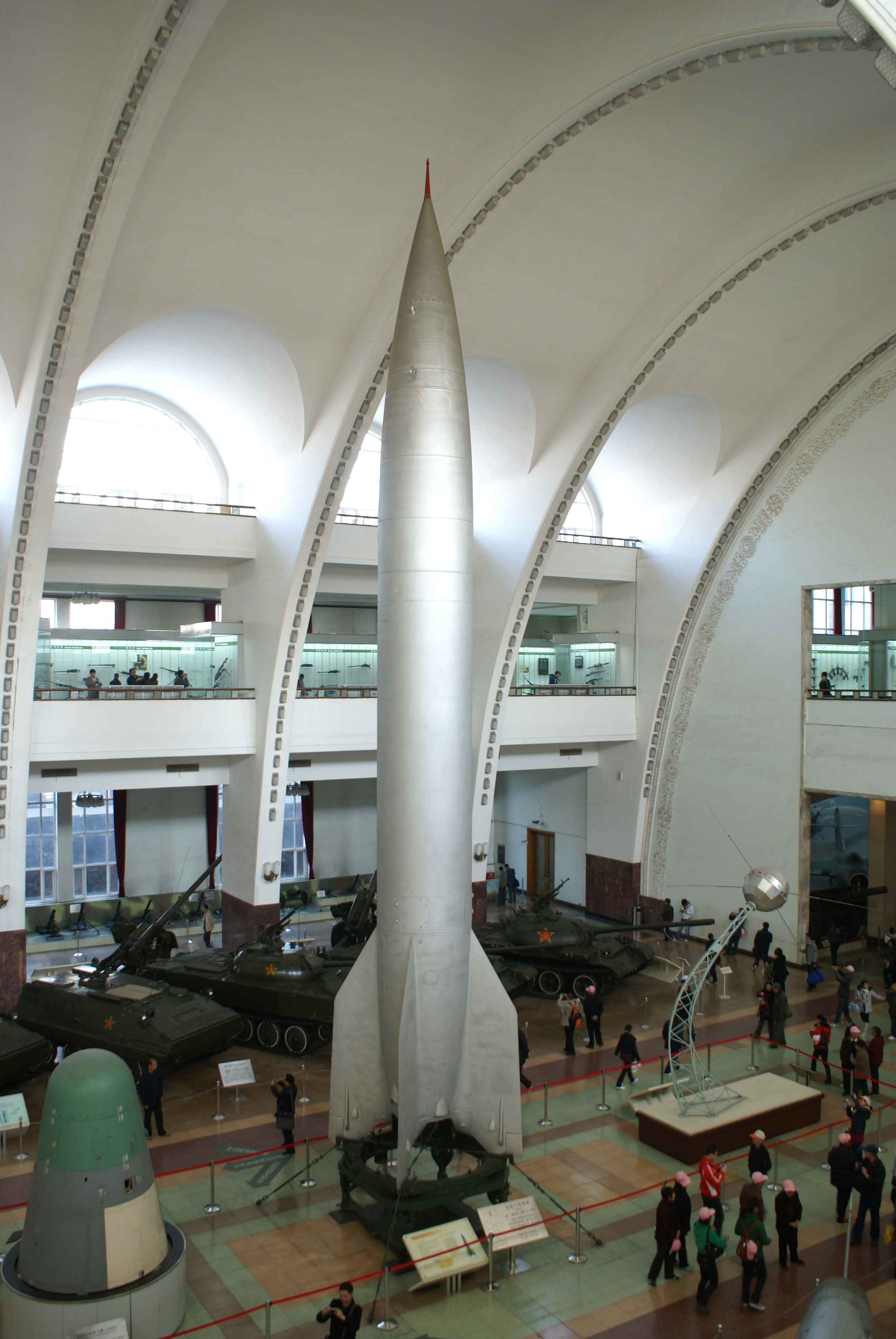
Outro ângulo do míssel balístico, Dongfeng 1 (SS-2).
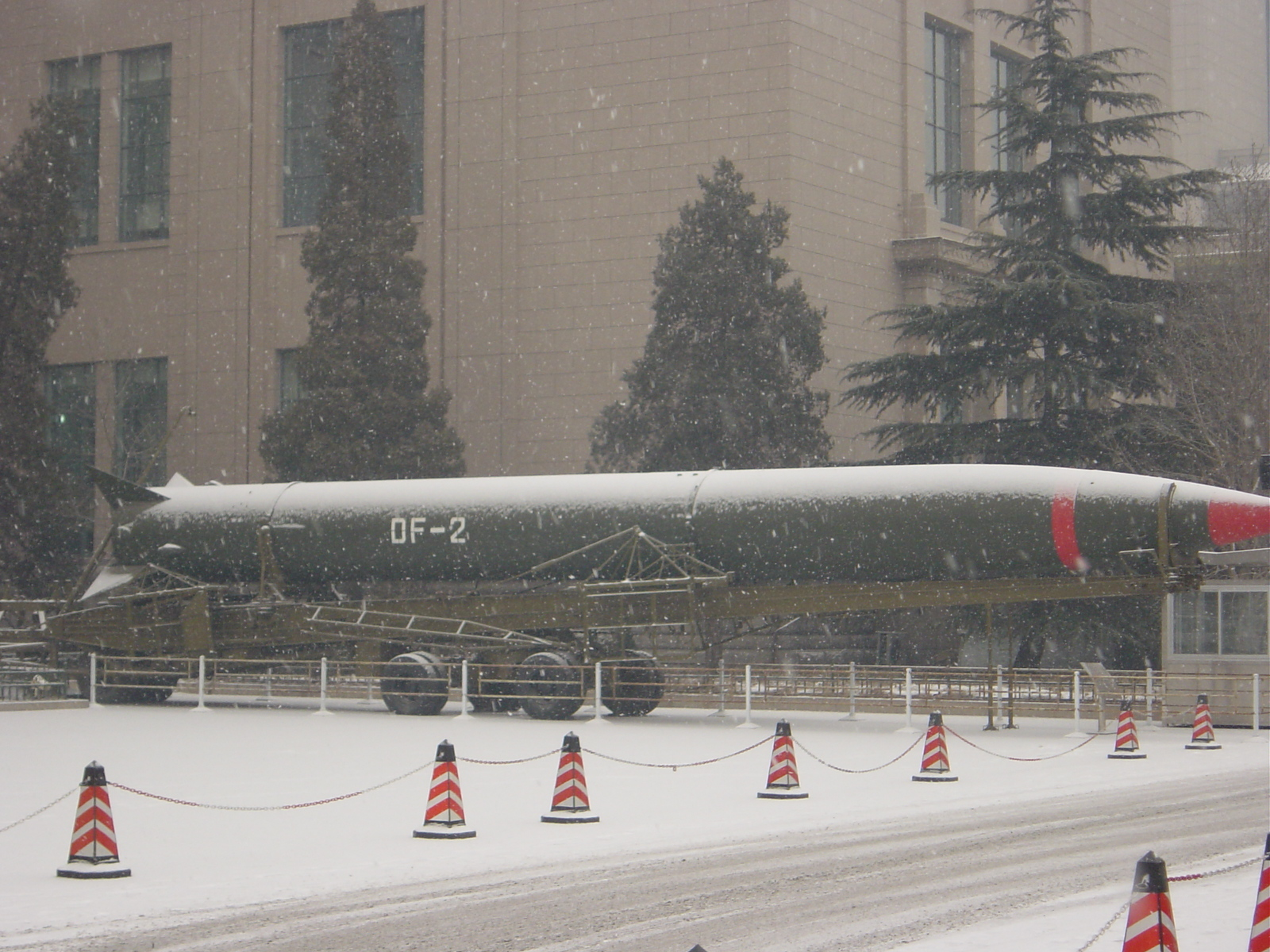
Míssil Dongfeng 2 (CSS-1) exposto na área externa do Museu, sob uma nevasca.

### Estátuas

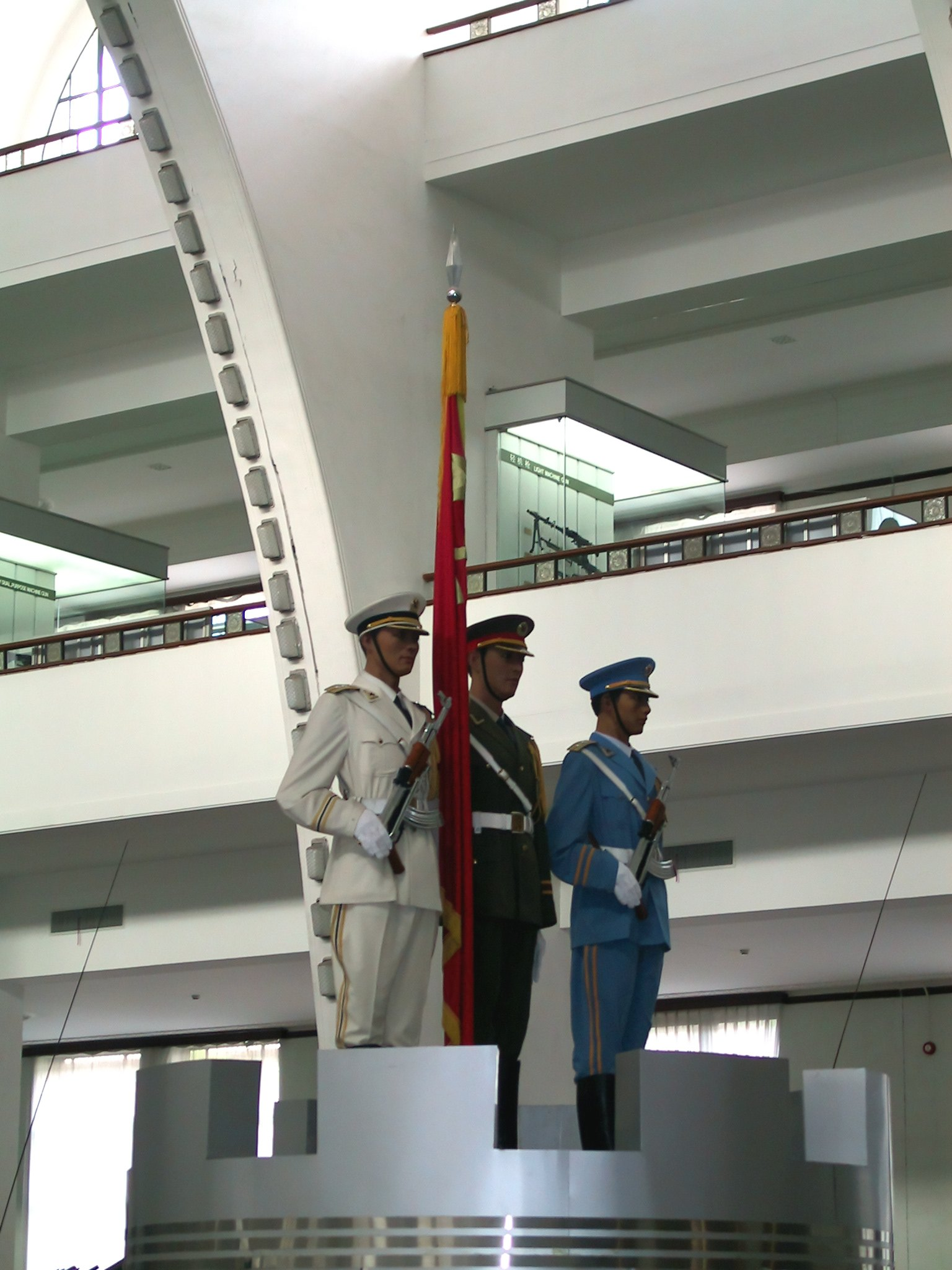
Estátuas de uma guarda-bandeira representando a marinha, exército e aeronáutica.
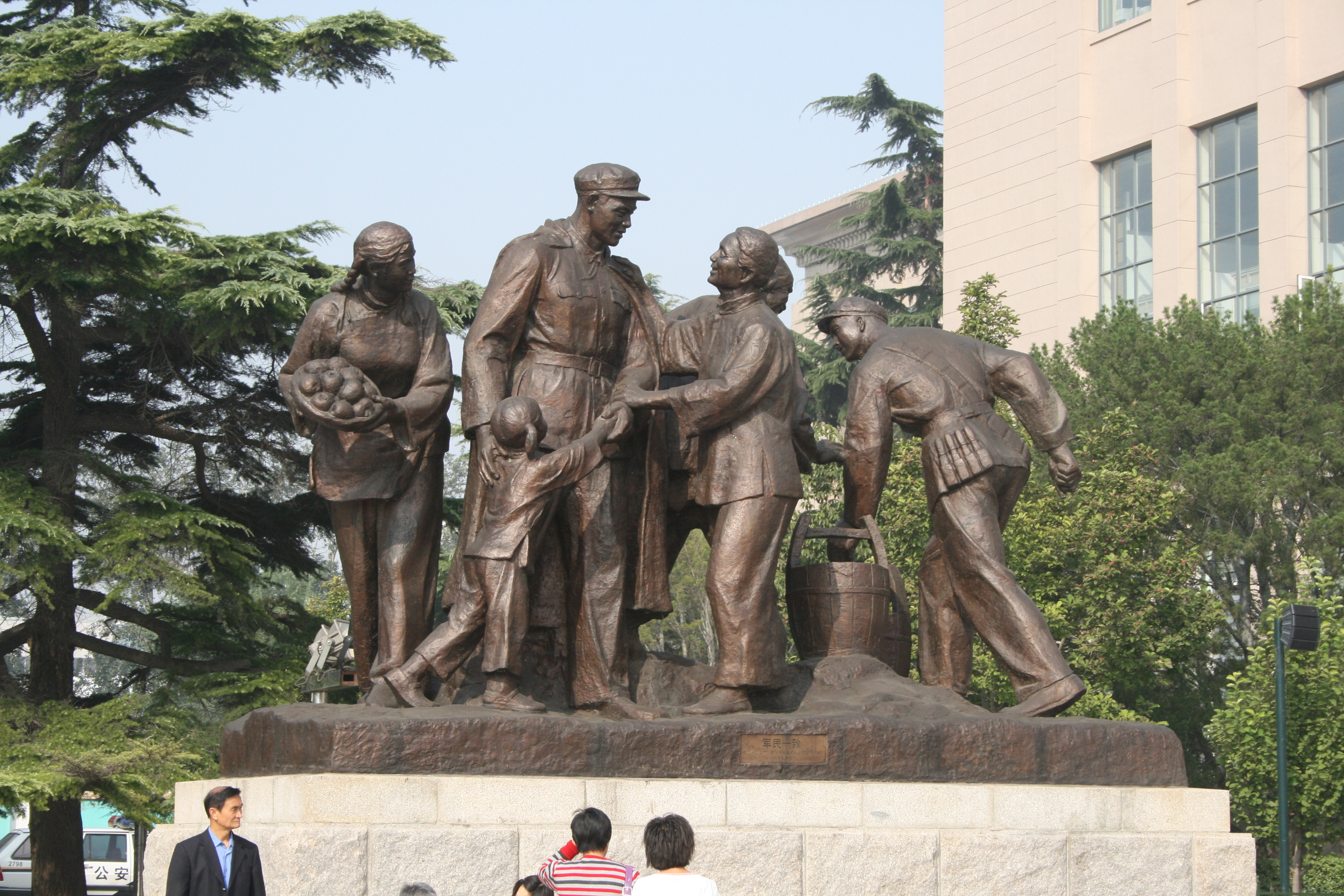
Monumento na área externa representando o exército servindo ao povo.
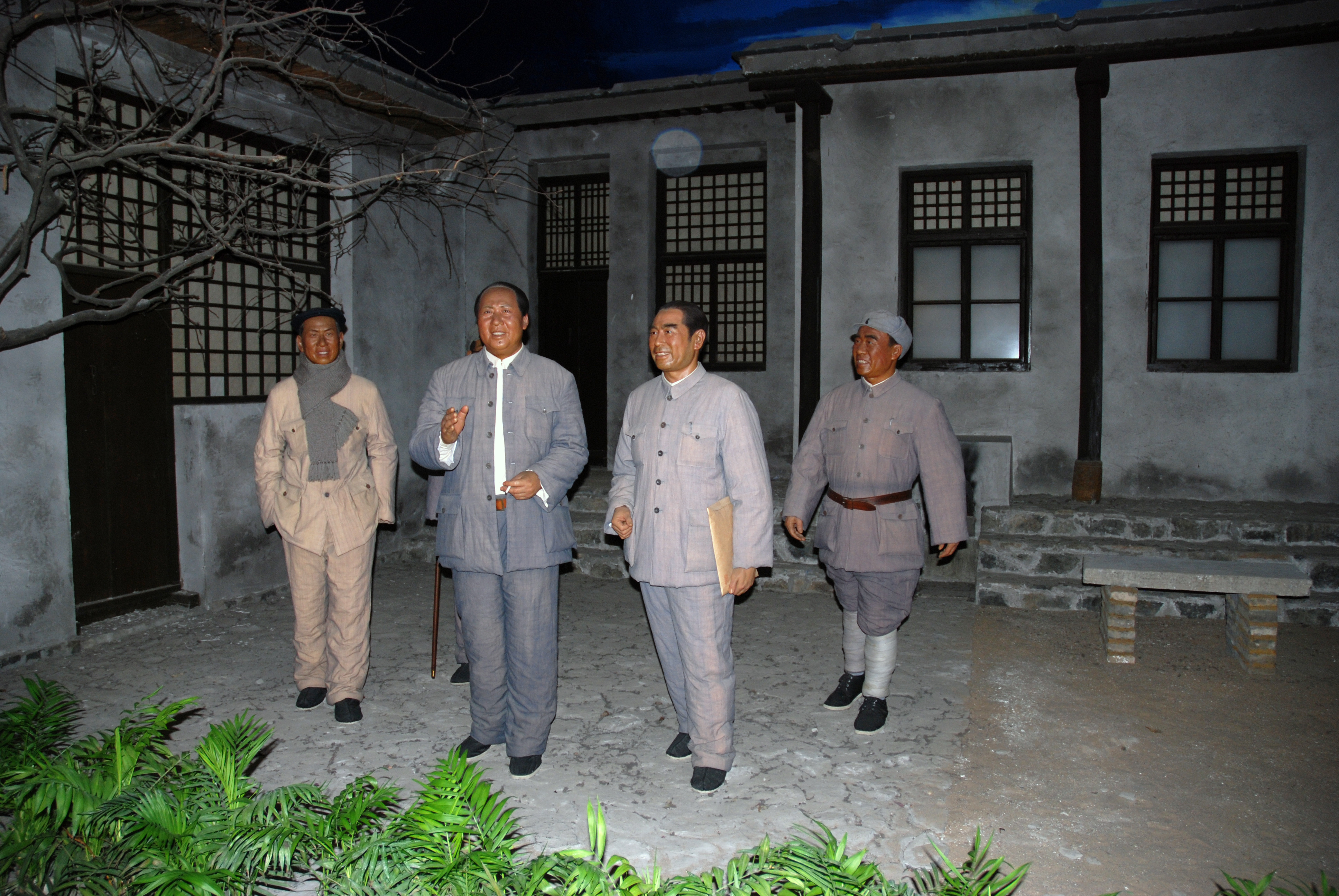
Estátuas de cera representando o presidente Mao Tsé-tung e outros.

### Miscelânea

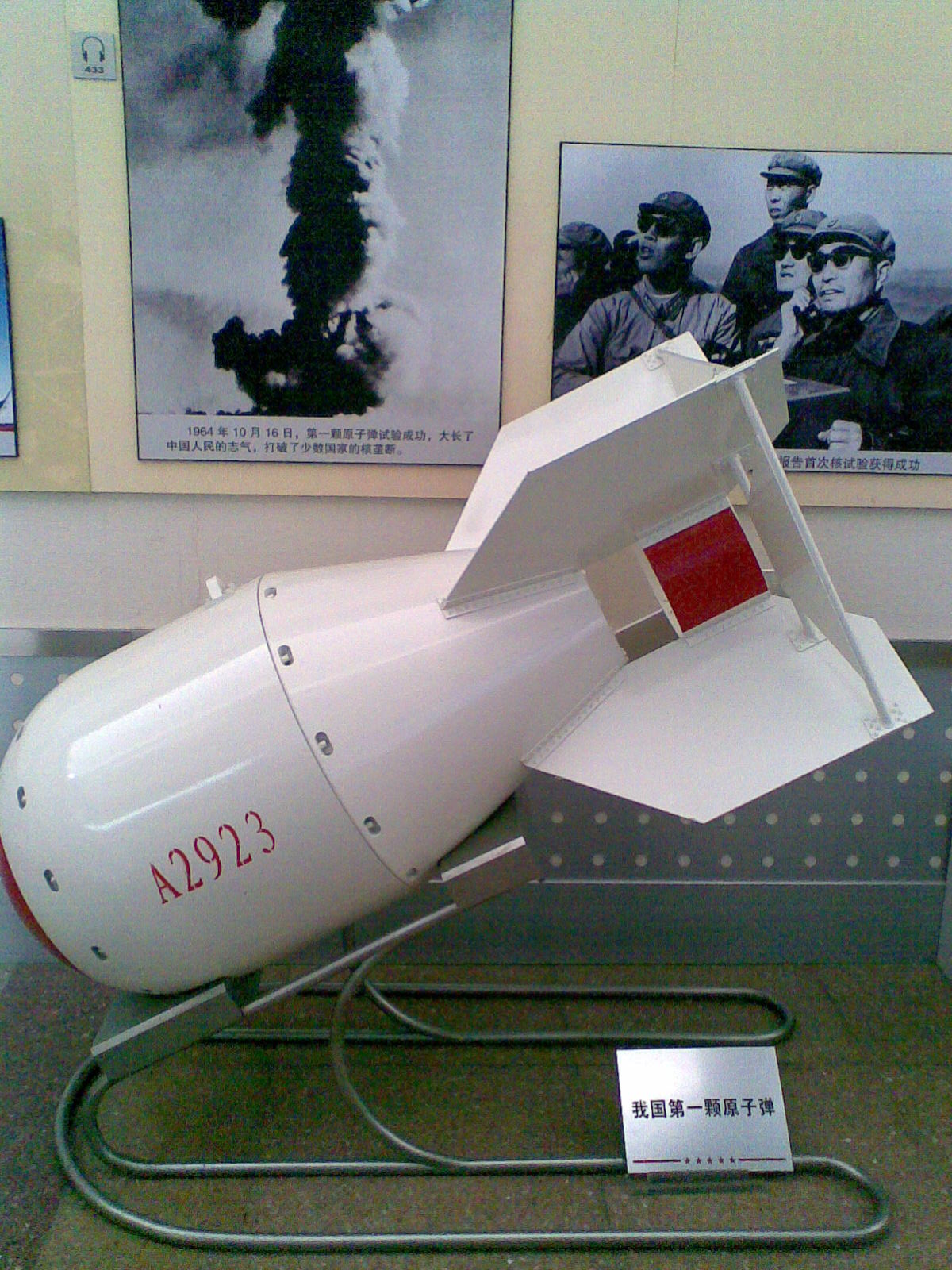
A primeira bomba atômica chinesa.
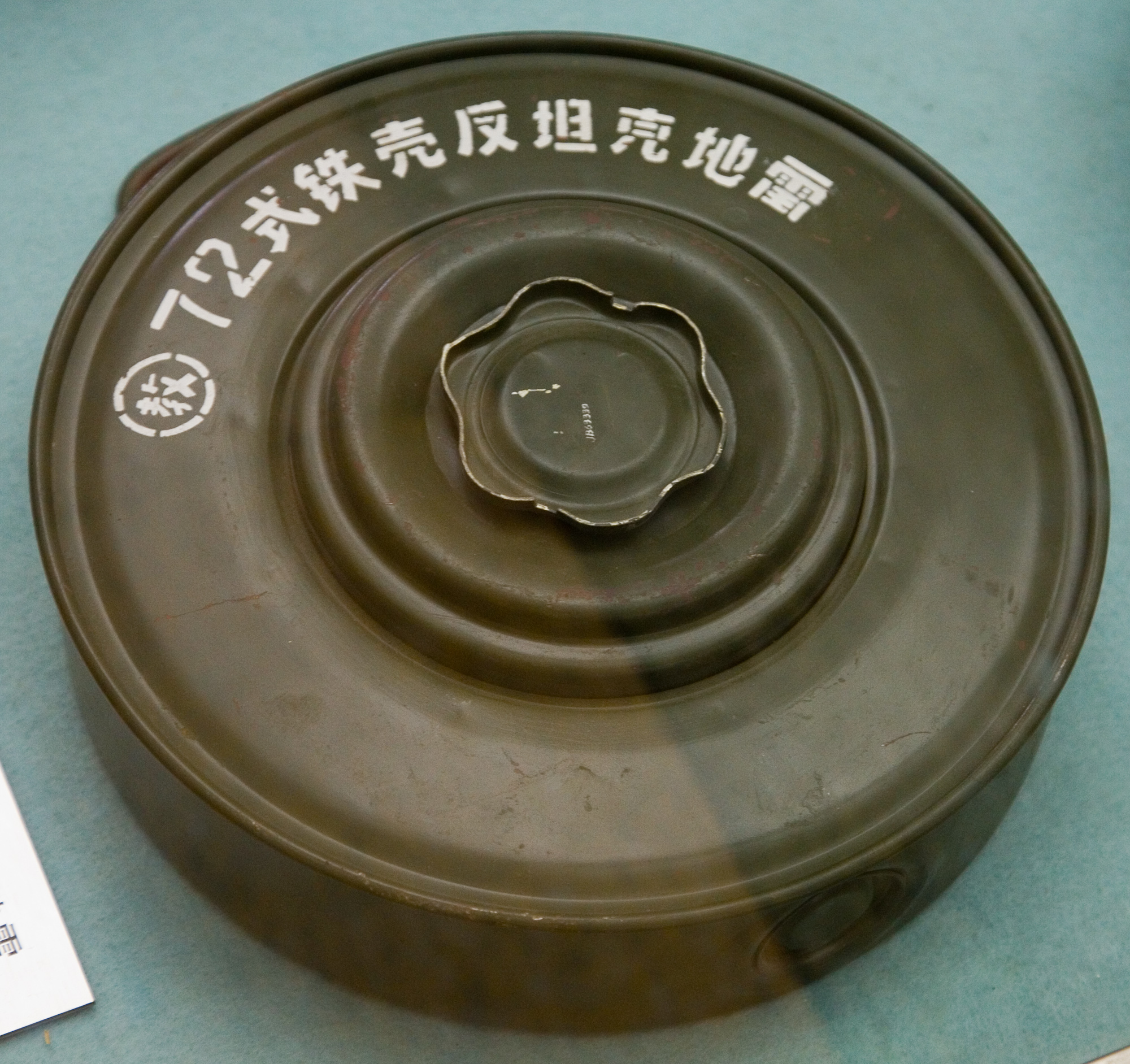
Mina terrestre anti-tanque Tipo 72.
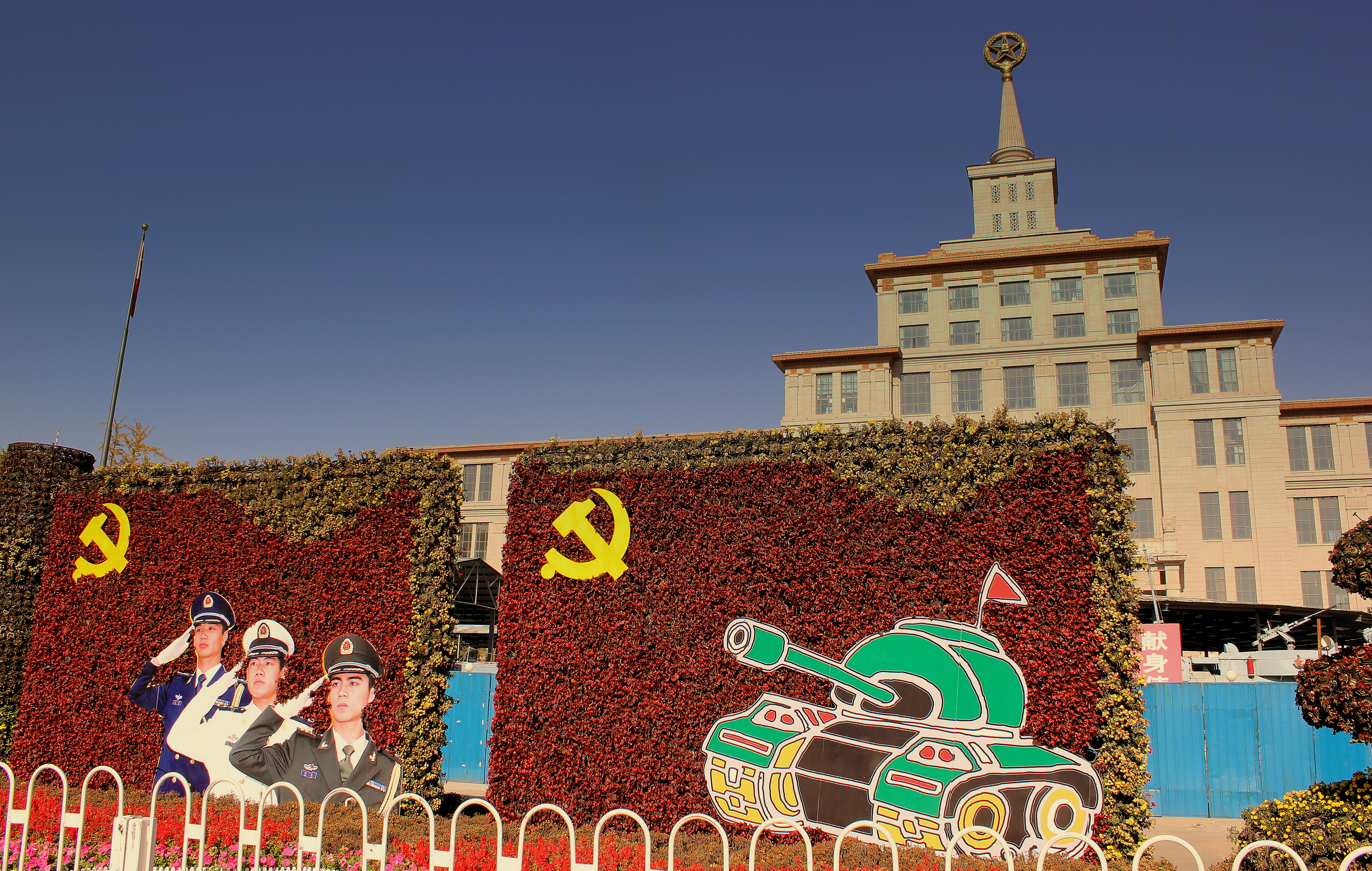
Mural em frente ao Museu em 2012.